# 日光東照宮
日光東照宮（にっこうとうしょうぐう）は、栃木県日光市にある神社。江戸幕府初代将軍・徳川家康を神格化した東照大権現（とうしょうだいごんげん）を主祭神として祀る、日本全国の東照宮の総本社的存在である。また久能山東照宮・上野東照宮と共に三大東照宮の一つに数えられる。正式名称は地名などを冠称しない「東照宮」であるが、他の東照宮との区別のために「日光東照宮」とも呼ばれ、東照宮の公式サイトにも「日光東照宮」と記載されている。
隣接する仏教寺院の輪王寺は、勝道による日光山開山を奈良時代の天平神護2年（766年）とする。その後、関東地方の霊場として尊崇を集め、鎌倉幕府創始者の源頼朝からも寄進を受けた。頼朝は、母方の熱田大宮司家の出身者を別当に据えて以来、鎌倉幕府、関東公方、後北条氏の歴代を通じて、東国の宗教的権威となっていた。こうした歴史を背景に、徳川氏は東照宮を造営したと考えられる。
輪王寺、日光二荒山神社を含めた二社一寺は「日光の社寺」としてユネスコ世界文化遺産に登録されている。JR日光駅、東武日光駅にかけて門前町が形成され、参拝者や外国人を含む観光客が多く訪れる。

## 歴史
江戸時代の元和2年4月17日（1616年6月1日）、徳川家康は駿府（現在の静岡市）で死去した。遺命によって遺骸は直ちに駿河国の久能山に葬られ、同年中に久能山東照宮の完成を見たが、翌・元和3年（1617年）に二代将軍秀忠が天海僧正に命じ下野国日光に改葬されることとなった。
家康が日光に祀られることになったのは、家康本人の遺言からである。金地院崇伝の日記である『本光国師日記』には「遺体は久能山に納め、（中略）一周忌が過ぎたならば、日光山に小さな堂を建てて勧請し、神として祀ること。そして、八州の鎮守となろう」と残されている。家康が目指した「八州の鎮守」とは、日本全土の平和の守り神でもある。家康は、不動の北辰（北極星）の位置から徳川幕府の安泰と日本の恒久平和を守ろうとしたと伝えられている。表参道を延長していくと寛永寺の旧本堂（根本中堂）につながる。
久能山東照宮から富士山頂への直線をさらに伸ばすと日光東照宮に達して、また日光東照宮が江戸城の真北にありその先の北極星の周りをすべての天体が回っているように見えることが、現在様々に指摘されている。
日光では同年4月に社殿が完成し（作事奉行は藤堂高虎が務めた）、朝廷から東照大権現の神号と正一位の位階の追贈を受け、4月8日（5月12日）に奥院廟塔に改葬され、家康死去の一周忌にあたる4月17日に遷座祭が行われた。なお、改葬の際、吉田神道と山王神道のどちらで祀るかで論争となり、天海が主張した山王一実神道が採用され、薬師如来を本地仏とする神仏習合によって祀られることになった。
表参道の先に有る高さ9.2メートルの石鳥居は江戸時代に造営された鳥居では日本最大規模である。元和4年（1618年）に福岡藩の初代藩主・黒田長政によって寄進されたもので、福岡藩領内（現在の福岡県糸島市にある可也山）から海路・水路・陸路を使い15個の石を運び、積み上げて造られた。
寛永11年（1634年）には、9月（9月か10月）に3代将軍・徳川家光が日光社参し、寛永13年（1636年）の21年神忌に向けて寛永の大造替が始められ、荘厳な社殿への大規模改築が行われた。総奉行（日光造営奉行）は秋元泰朝、普請は、江戸はもとより京・大坂からも集められた宮大工たちが、作事方大棟梁・甲良宗広一門の指揮の下で務めた。甲良宗広は増上寺や寛永寺の建築でも活躍した。この年には江戸に来訪した朝鮮通信使が対馬藩主・宗氏の要請で日光参詣を行っており、将軍家の政治的威光にも利用されている。正保2年（1645年）に朝廷から宮号が授与されて東照社から東照宮に改称した。国家守護の「日本之神」として、翌年の例祭からは朝廷からの奉幣が恒例となり、奉幣使（日光例幣使）が派遣された。
戊辰戦争の際、旧幕府軍が日光に集まったことで近隣で戦闘があったが、東照宮は戦禍を免れた。
明治元年（1869年）の神仏分離により、日光は神社の東照宮・二荒山神社、寺院の輪王寺の二社一寺の形式に分立した。現在でも、東照宮と輪王寺の間で帰属について係争中の施設が一部にある（後述）。1873年（明治6年）に別格官幣社に列せられ、第二次世界大戦後は神社本庁の別表神社となっていたが、1985年（昭和60年）に神社本庁を離れて単立神社となった。
1949年（昭和24年）12月26日、栃木県内を震源とする今市地震が発生し、社殿の一部が被害にあった。1961年（昭和36年）3月15日、国の重要文化財「薬師堂」が全焼。狩野安信の筆による天井画『鳴竜』も焼失。原因は、電熱器の不始末による失火。
なお、平成25年度から平成29年度まで（2013年から2017年までの期間）に小西美術工藝社により「平成の修理」が陽明門でも行われている。この修理の「三猿」の塗り直しにおいて「目がおかしい」、「下手すぎる」、「（目が）まるでゆるキャラのように大きくなっている」との批判があり、過去のどの写真よりも大きいため、専門家からも「過去の再現として問題があり、次回修理で描写を再検討すべきだ」と指摘された。陽明門の唐獅子の彫刻や柱には貝殻の粉を原料にした「胡粉塗り」が施されたが、施した同年の2017年には、一部分にカビが生え、剥がれるなどの劣化が見られ、2020年には陽明門の屋根の雨漏りも確認されたため、2021年12月から2022年4月まで補修工事が行われた。
毎年の神事以外に、50年ごとに式年祭を行っており、家康没後およそ400年の2015年（平成27年）は式年大祭とした。

### 社殿に見える動物
日光東照宮の建物には様々な動物の木彫像が見られる。これらの動物のほとんどは平和を象徴している。眠り猫は踏ん張っていることから、実は家康を護るために寝ていると見せ掛け、いつでも飛びかかれる姿勢をしているともいわれているが、もう一つの教えとして、裏で雀が舞っていても寝ていられるほどの「猫も寝るほどの平和」を表しているのである。
神厩舎には猿の彫刻を施した8枚の浮彫画面があり、猿が馬を守る動物であるという伝承から用いられている。この8枚で猿の一生が描かれており、ひいては人間の平和な一生の過ごし方を説いたものとなっている。日光の木彫像の中で眠り猫に続いてよく知られている、「見ざる、言わざる、聞かざる」で有名な三猿は、この神厩舎に造られたものの1枚に過ぎない。なお、「見ざる、言わざる、聞かざる」は「幼少期には悪事を見ない、言わない、聞かない方がいい」という教えであり、転じて「自分に不都合なことは見ない、言わない、聞かない方がいい」という教えにもなる。
奥社御宝塔前の三具足（燭台、花瓶、香炉）は仏教で取り入れられているものと同じであり、燭台は長寿を表す鶴と亀でできている。

## 日光東照宮陽明門

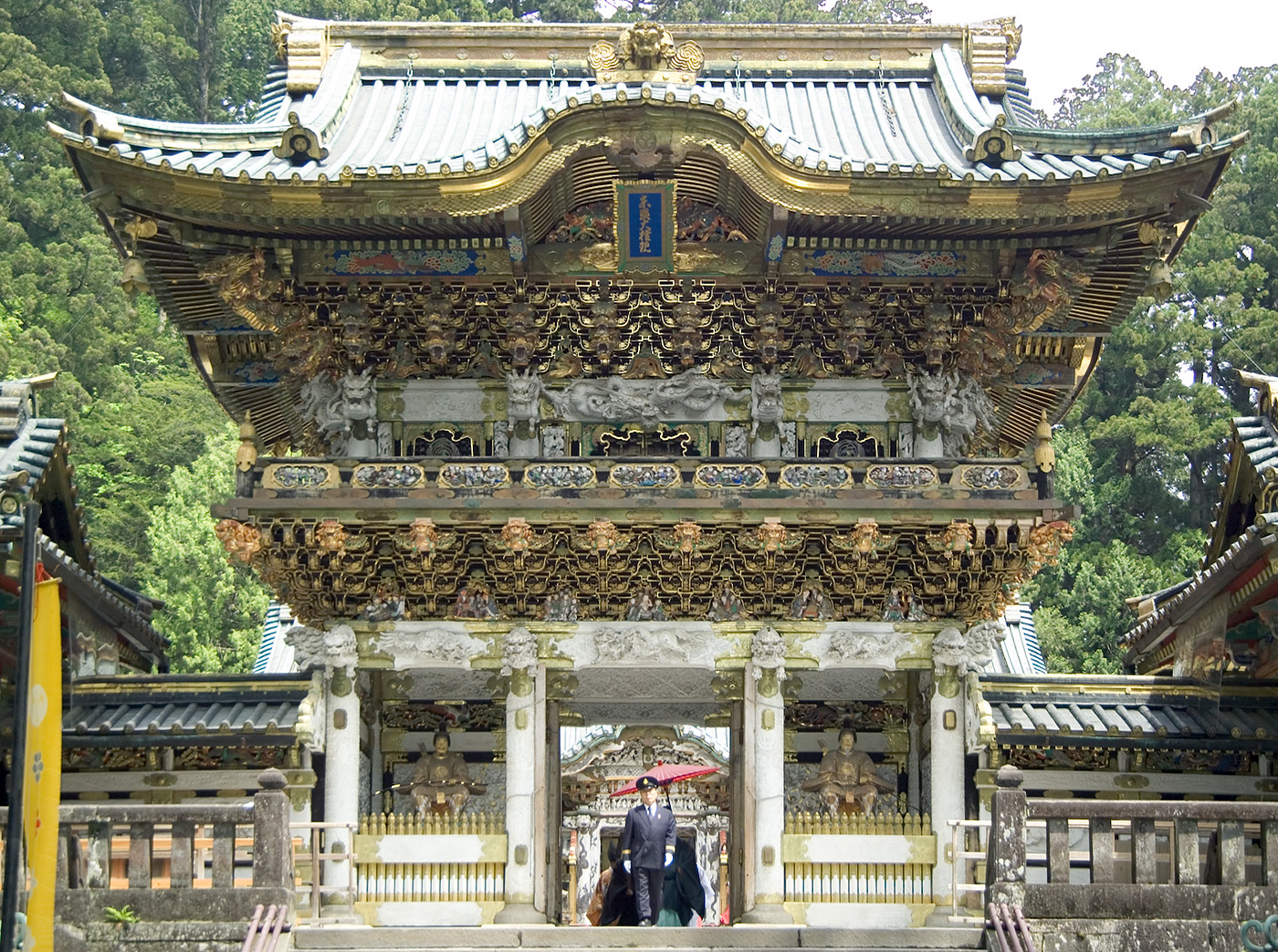
正面全景

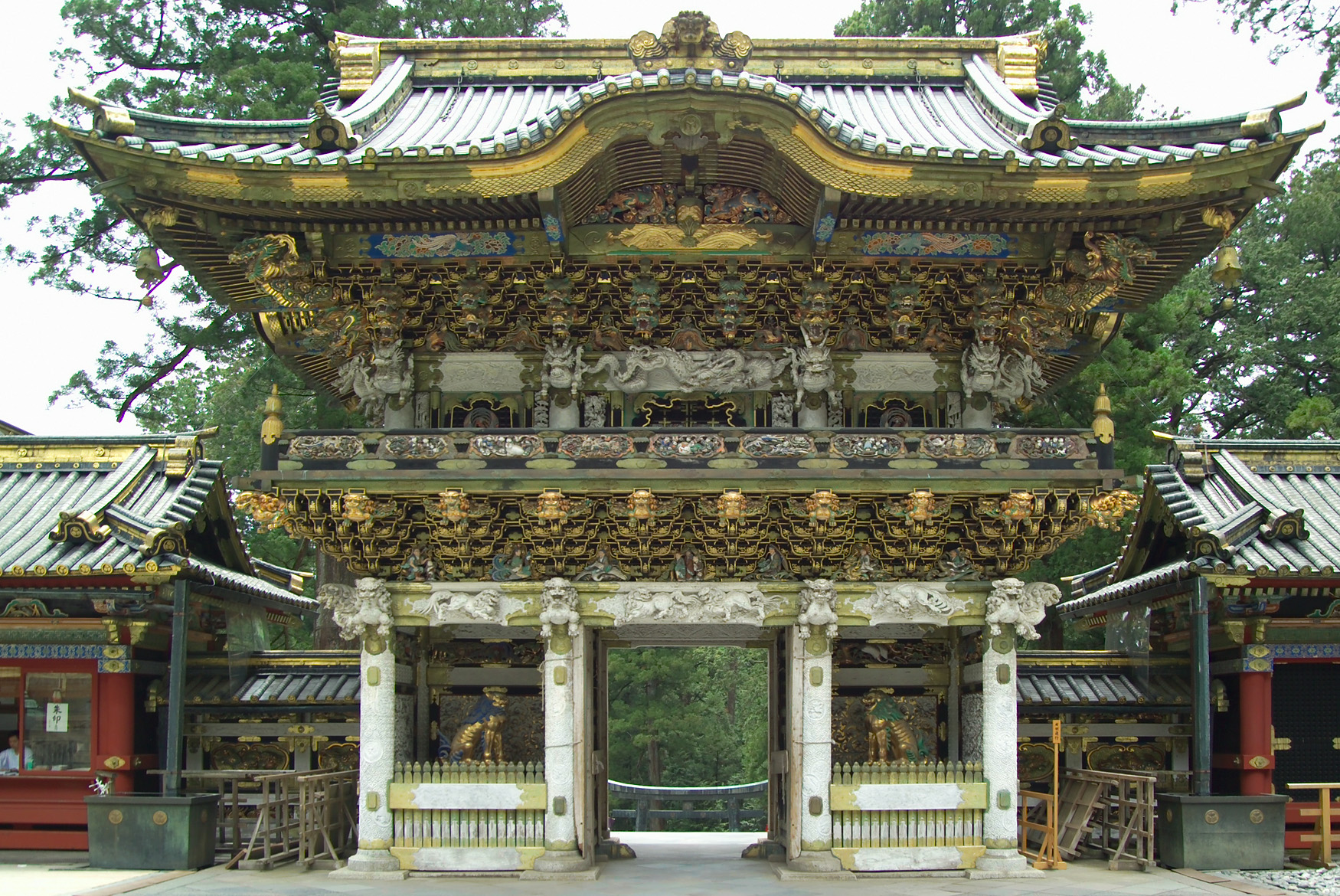
背面全景

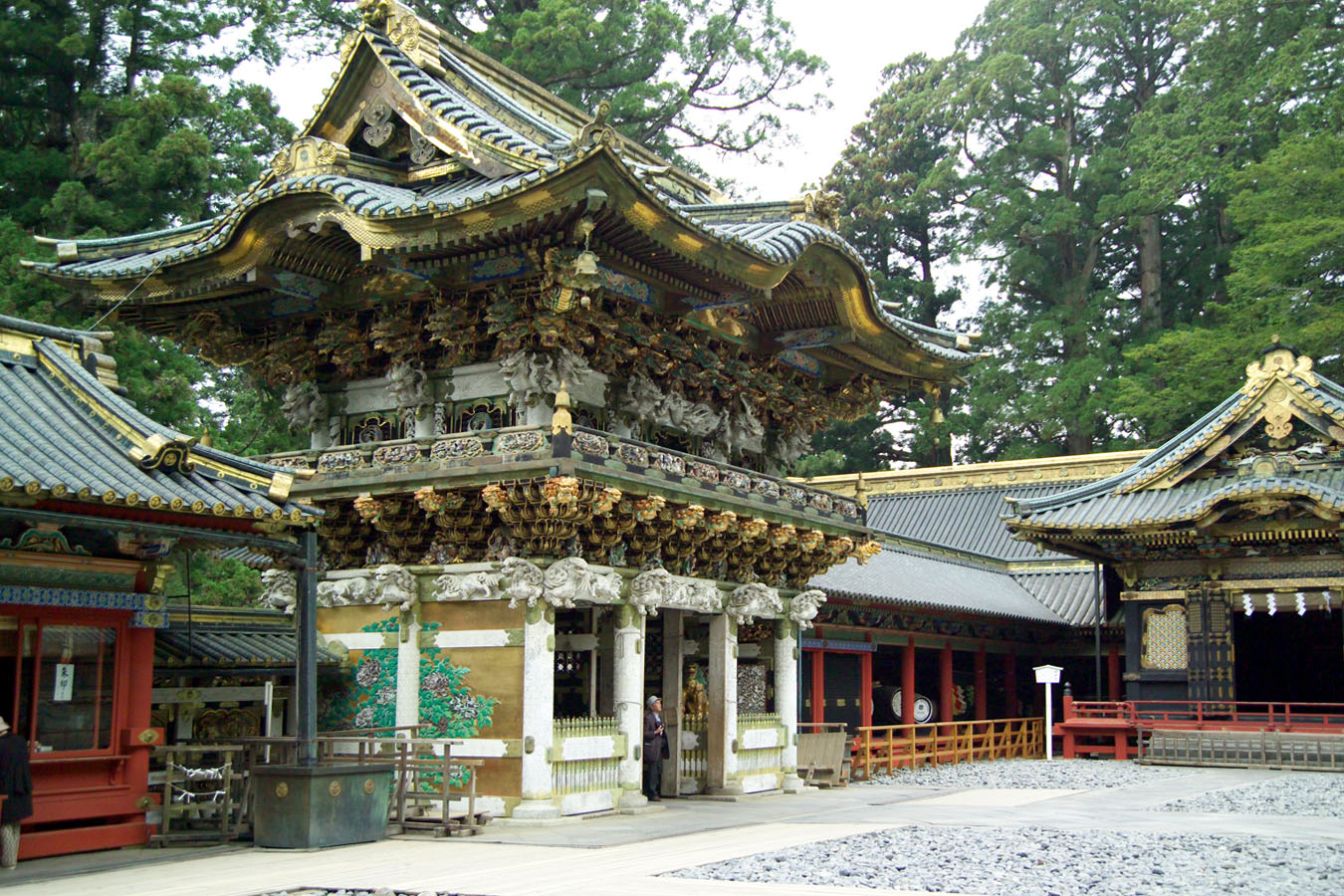
北東から見る

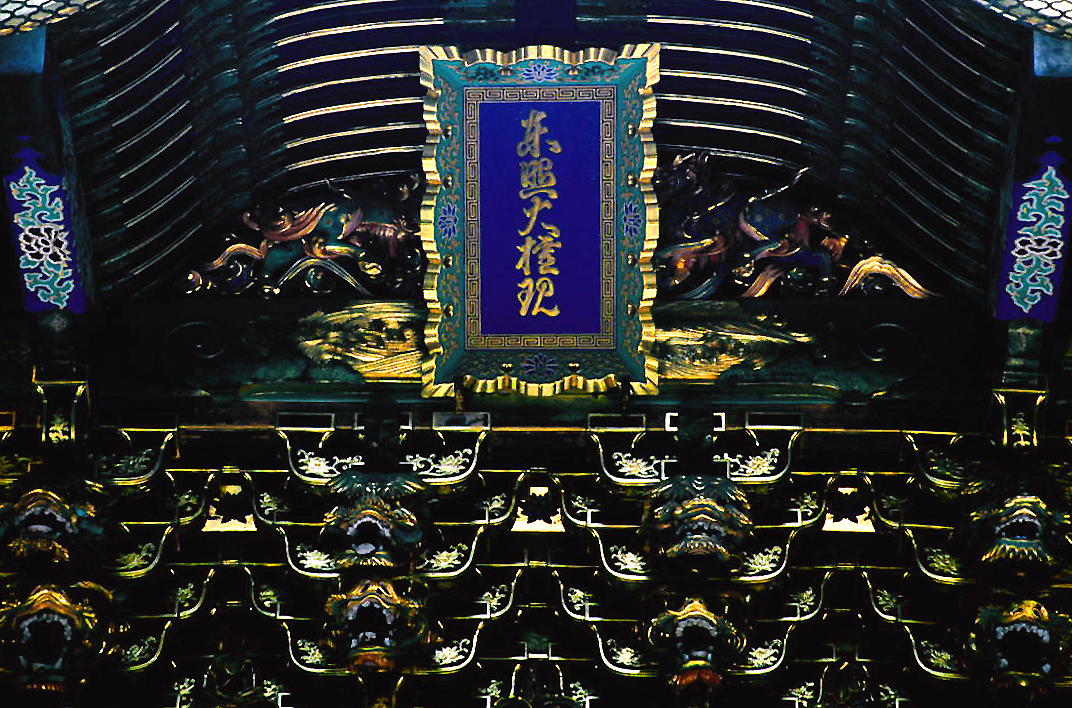
後水尾天皇宸筆「東照大権現」の勅額

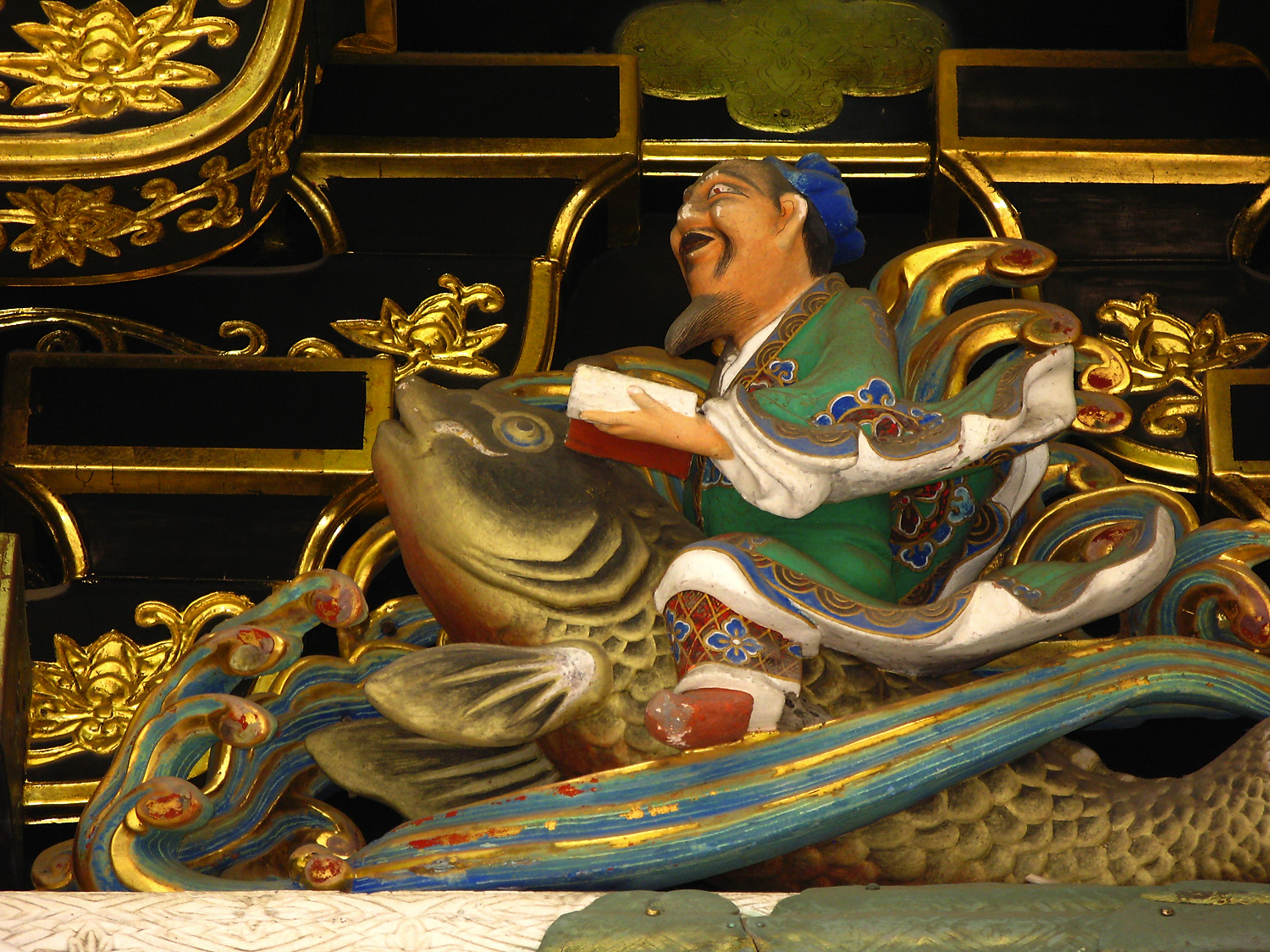
初層組物間の彫刻「琴高仙人」

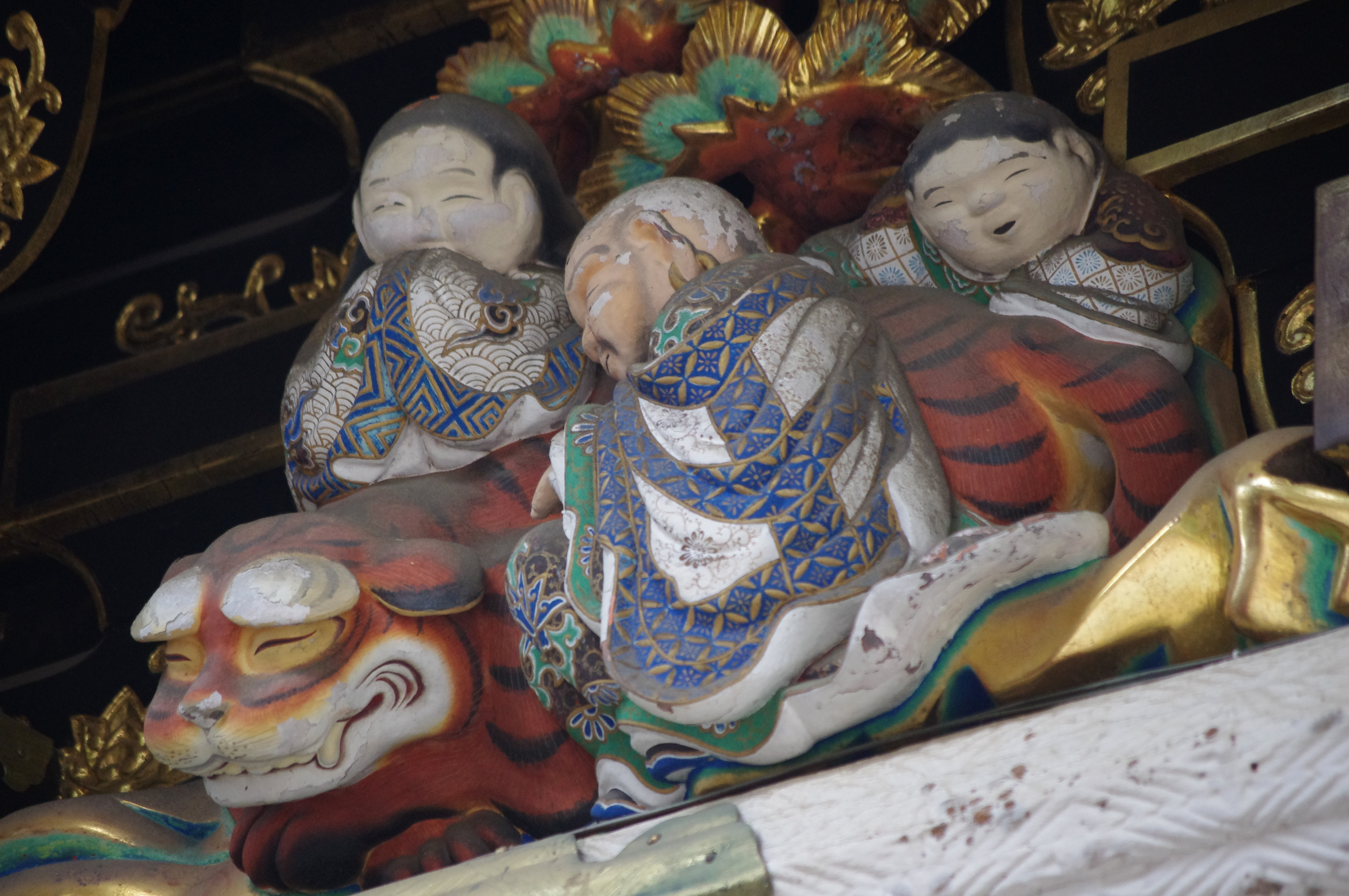
初層組物間の彫刻「四睡」

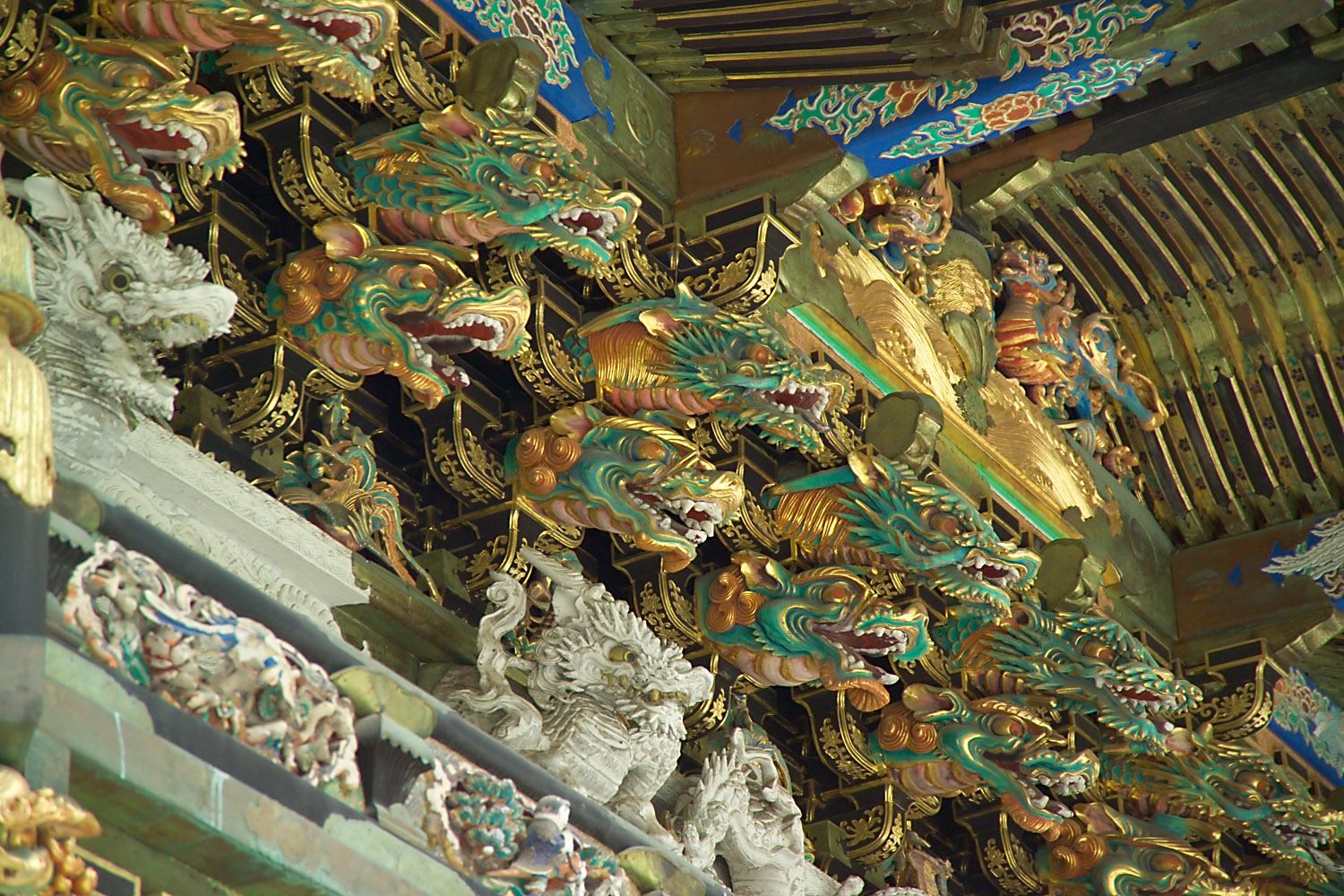
上層背面中央付近の尾垂木。上段は「竜」、下段は「息」、その下の頭貫木鼻は「竜馬」。

日光東照宮の陽明門は、建物全体がおびただしい数の極彩色彫刻で覆われ、一日中見ていても飽きないということから「日暮御門」と称されている。門の名は平安京大内裏外郭十二門のうちの陽明門に由来する。陽明門は、表門から参道を進み、石段を2つ上った先に南面して建つ。門の左右は袖塀を介して東西廻廊につながる。門を入ると正面が唐門で、その先には拝殿がある。
陽明門は他の社殿と同様、寛永13年（1636年）の造替である。建築形式は三間一戸楼門で、規模は桁行（間口）が約7メートル、梁間（奥行）が約4メートル、棟までの高さが約11メートルである。
屋根は入母屋造、銅瓦葺きで東西南北の各面に唐破風を付す。正面唐破風下には後水尾天皇宸筆の「東照大権現」の勅額がある。組物は上層が三手先（みてさき）、腰組は四手先で、柱上のみでなく、柱間にも密に組物を置く詰組とする。軒は二軒繁垂木（ふたのきしげだるき）で扇垂木とする。初層の柱は円柱で、礎盤削り出しの礎石上に立つ。初層の柱間は地覆、腰貫、飛貫（ひぬき）、頭貫で固め、頭貫上に台輪（だいわ）を乗せる。礎盤形の礎石、貫の多用、台輪の使用、詰組、扇垂木など、細部は禅宗様を基調とする。柱、貫などの軸部材は胡粉塗で白く仕上げ、要所に鍍金金具を嵌める。初層柱には地紋彫を施す。
地紋彫は屈輪文（ぐりもん）の地の上に丸文を散らし、丸文の中には鳳凰、孔雀、二つ蝶、竜、象、虎、牡丹などを表す。12本の柱のうち1本（背面西から2本目）のみは屈輪文が上下逆さになっており、「魔除けの逆柱」と称されている。また、建物を全て完璧に完成させるといずれ崩壊するという言い伝えから、一箇所だけわざと完璧にせず、崩壊を防ぐという意味もある。
初層中央間に黒漆塗に鍍金金具で飾った両開き扉を吊り、両脇間は表側に一対の随身像、裏側に獅子一対を安置する。
これらの像の周囲の壁面は胡粉塗に漆箔仕上げの牡丹唐草文の彫物で飾り、欄間（飛貫と頭貫の間）は黒漆塗の地に花鳥の彫刻を貼り付けている。その上方の組物は出組で、斗（ます）や肘木は漆箔とし、組物と組物の間は菊花文の彫物を入れる。初層の地覆、腰貫、飛貫、頭貫などの水平材は柱などと同様、胡粉塗で、頭貫は牡丹唐草文の地紋の上に様々な姿態の唐獅子の彫物を配する。頭貫の木鼻も唐獅子であり、阿吽を交互に配置する。その上の四手先の組物は、斗や肘木を黒漆塗とし、稜線部に金箔を押し、牡丹唐草文の沈金彫を施す。通肘木には鍍金の木瓜形金具を打つ。組物間の空間（琵琶板）には中国の先験や仙人などの人物像の彩色彫刻がある（詳細は後述）。
組物の四手先目の木鼻は彩色の唐獅子となり、その左右には牡丹を表す。初層の内部天井は中央間（通路部分）が2面の墨絵の雲竜図となり、その周囲には彩色の雲文がある。両脇間の天井は、東が天女図2面、西が迦陵頻伽図2面をいずれも彩色で描く。初層両側面の外壁には金箔の地に彩色の牡丹立木の彫物があるが、これは当初のものではなく、寛延2年（1749年）から宝暦3年（1753年）にかけての修理時に制作されたものである。
1974年（昭和49年）の修理時に、現在の牡丹図の下から、唐油彩色の鶴錦花鳥図が発見された。唐油とは、桐油、荏油などを顔料の溶剤とした絵画技法である。
上層は円柱を頭貫でつなぎ、その上に台輪を乗せる。柱、貫、台輪等は初層と同様の胡粉塗とし、柱には松皮菱の地紋彫がある。頭貫の木鼻は竜馬（りゅうば）となる。竜馬は一見、竜と似ているが、前脚に馬のような蹄があることから区別できる。
頭貫は浪間に竜馬の地紋彫を施し、正面および背面の中央には大型の蟠竜の彫物がある。上層の柱間装置は、正背面の中央間を黒漆塗の桟唐戸とし、正背面の両脇間および東面・西面はそれぞれ変形の花頭窓とし、鳳凰円文で飾る。中央間の桟唐戸の前にも変形花頭窓形の枠がある。桟唐戸の左右には胡粉塗の昇り竜降り竜の彫物があり、正背面の両脇間および東面・西面の花頭窓の左右には胡粉塗の松竹の彫物がある。
上層の周囲には高欄をめぐらす。高欄の四隅の柱は逆蓮の柱頭を用いた禅宗様である。この高欄の羽目板には、唐子や植物、鳥などの彩色彫刻がある（後述）。上層の組物の仕上げは初層と同様で、斗や肘木を黒漆塗とし、稜線部に金箔を押し、牡丹唐草文の沈金彫を施す。出桁は群青地の上に牡丹唐草に鳳凰文を描く。組物間の空間（琵琶板）には鳳凰の彩色彫刻がある。上層の組物には尾垂木が上下2段に入り、上段の尾垂木先は竜、下段の尾垂木先は竜と似るが、異なった動物である「息」（読み方は「そく」または「いき」）とされている。
四隅では尾垂木が3段になり、上段から順に竜、雲形、息となる。「息」という架空の動物の名は、宝暦3年（1753年）にまとめられた『御宮並脇堂社結構書』（『宝暦結構書』）という資料に出てくる。この資料は東照宮内の建築装飾の主題や技法について詳細に記録した書物である。「息」という動物名はこの資料にしか見出せず、「息」の作例も日光東照宮の陽明門と拝殿以外の場所にはほとんど見出せないことから、その正体は謎であり、読み方も「そく」か「いき」か不明のままである。「息」は外見上、竜とよく似ているが、角が1本であること、鼻が豚に似ていることなど、明らかに異なった図像的特色もある。
日光東照宮は社殿もおびただしい数の彫刻で装飾されており、陽明門のほか、表門、回廊、唐門、拝殿、本殿などにも数多くの彫刻がある。総数は5173体で、そのうちの508体は陽明門にある。これらの彫刻は単なる装飾ではなく、徳川家康を「神」として祀る社殿において、様々な象徴的意味を担っている。人物彫刻には中国伝説や故事に取材したものが多く、鳥獣の彫刻には霊獣、霊鳥と呼ばれる、吉祥的意味合いを持つものが多い。
初層組物間には人物像の装飾彫刻がある。これらの題材はいずれも中国のもので、故事、古代の先験、伝説上の仙人などを表している。組物間の彫刻は、正面と背面に各7個、側面には各4個の計22個である。それぞれの題材は以下のとおり（便宜上、各面とも向かって右端の彫刻を (1) として番号を付した）。
- 正面（東から）
  - (1) 琴棋書画のうち弾琴（2人）、(2) 琴棋書画のうち囲碁（3人）、(3) 周公聴訴（5人）、(4) 周公聴訴（4人）、(5) 孔子観河（5人）、(6) 琴棋書画のうち展書（5人）、(7) 琴棋書画のうち観画（5人）
- 背面（西から）
  - (1) 琴高仙人（鯉に乗る）、(2) 黄仁覧（竜に乗る）、(3) 鍾離権、(4) 費長房（3人）、(5) 王子喬（鶴に乗る）、(6) 梅福仙人（鳳凰に乗る）、(7) 鉄拐仙人（唐子を含め2人）
- 東面（北から）
  - (1) 鄭思遠（虎に乗る）、(2) 四睡（3人+虎）、(3) 福禄寿と寿老人（唐子を含め3人+玄鹿）、(4) 張良（麒麟に乗る）
- 西面（南から)
  - (1) 商山四皓（しょうざんしこう、4人）、(2) 虎渓三笑（3人）、(3) 西王母と東方朔（5人）、(4) 三聖吸酸（3人）

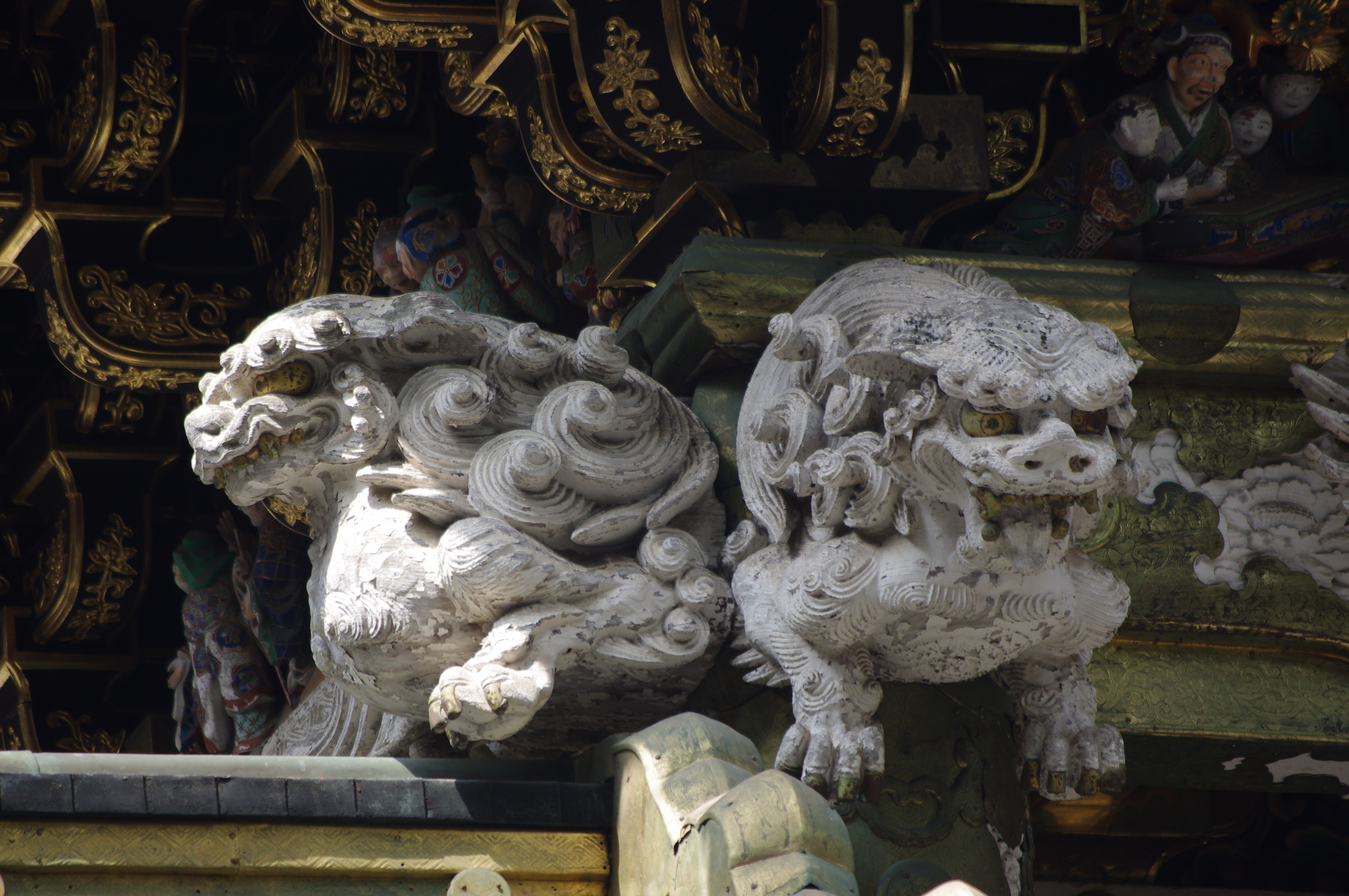
初層頭貫木鼻の唐獅子（正面西端）
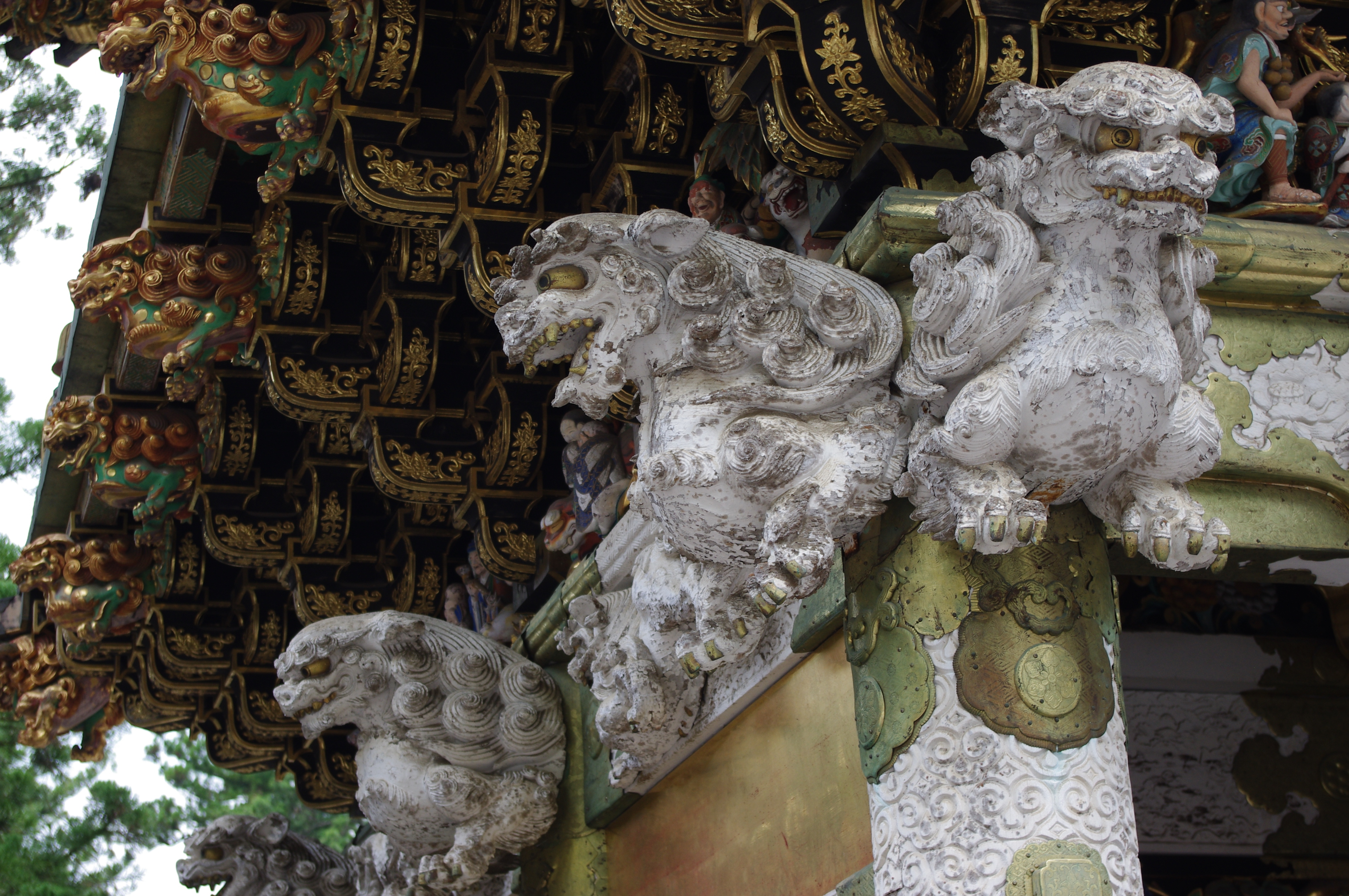
初層頭貫木鼻の唐獅子（背面東端）
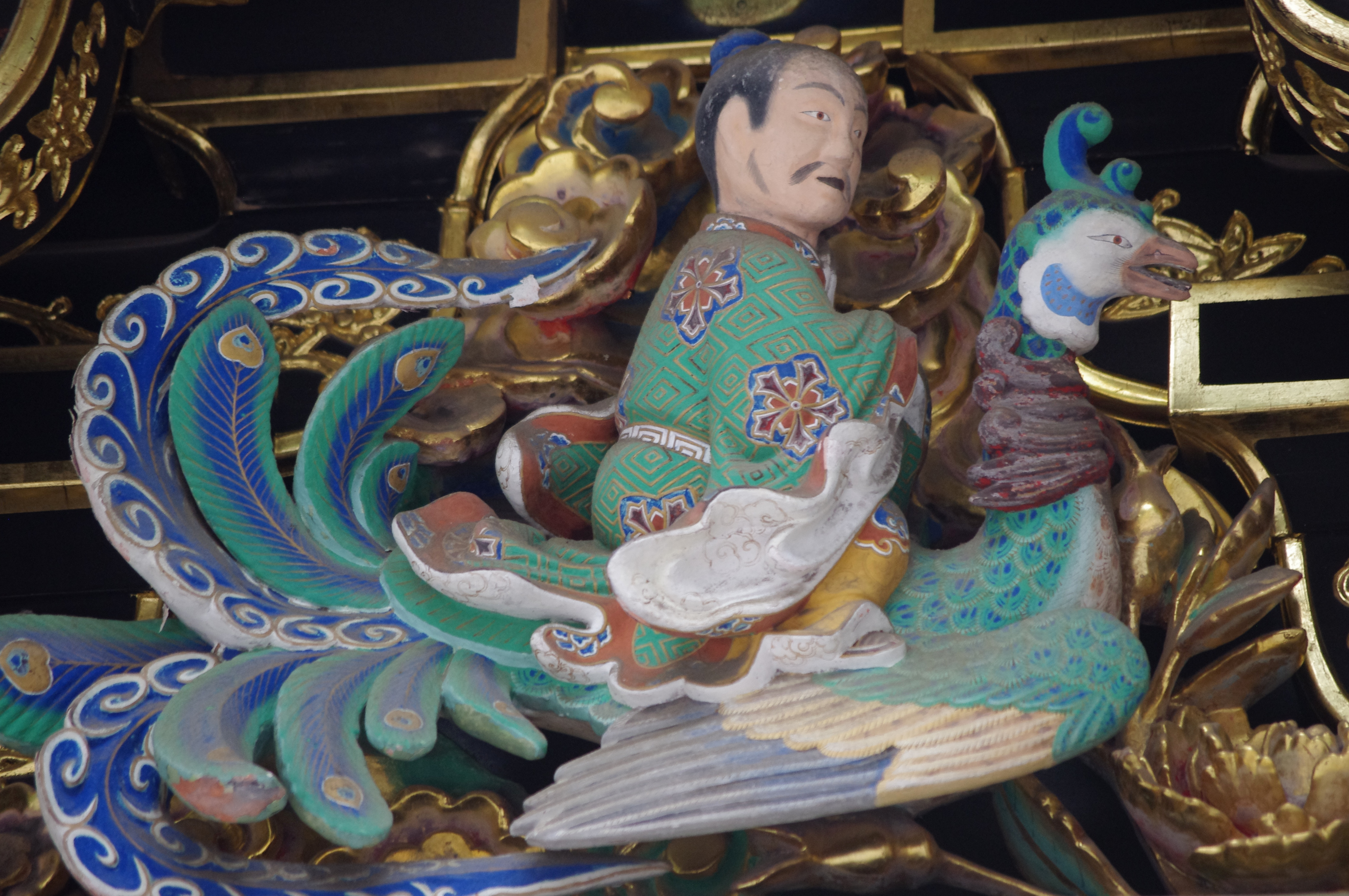
梅福仙人
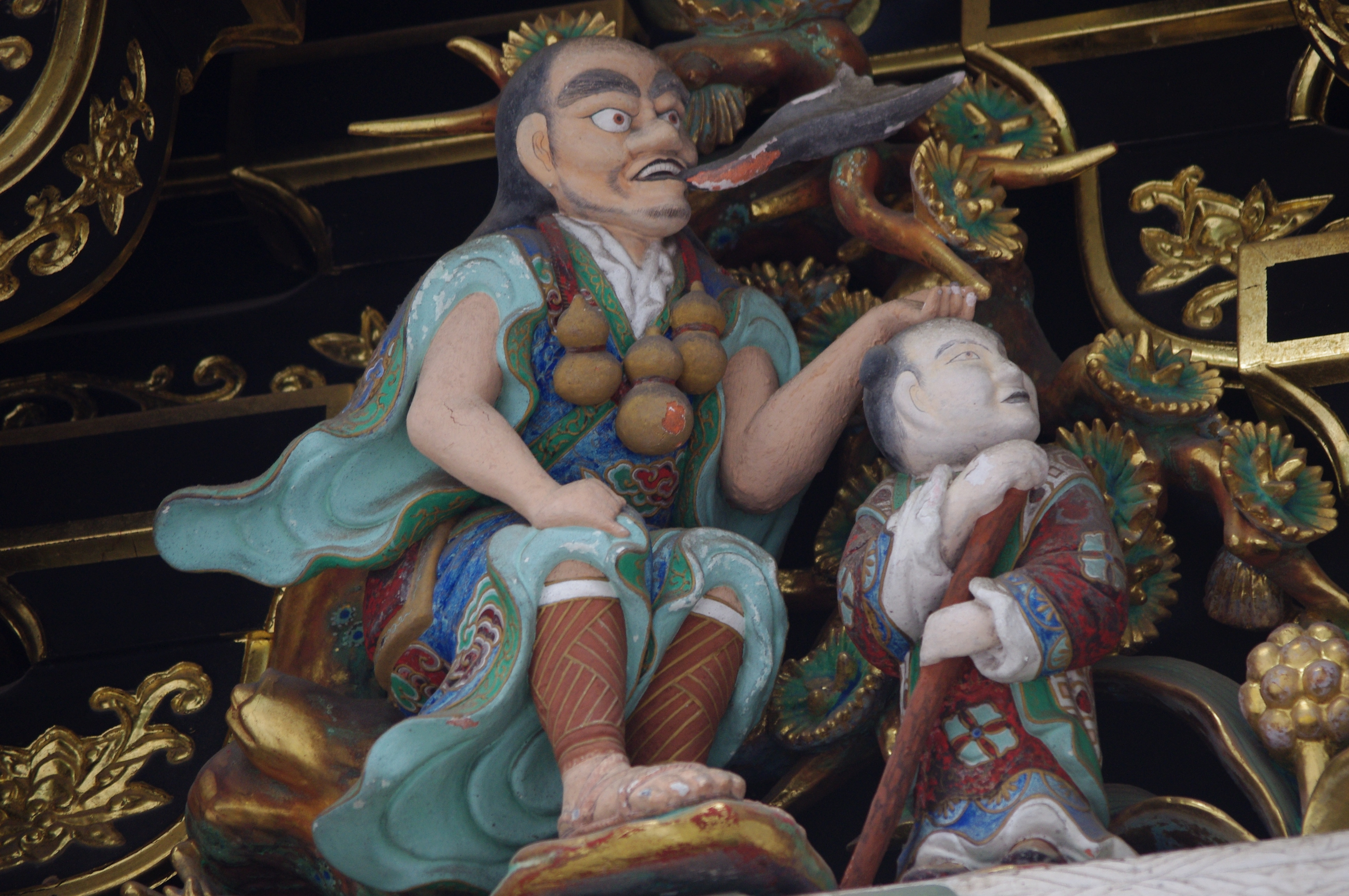
鉄拐仙人
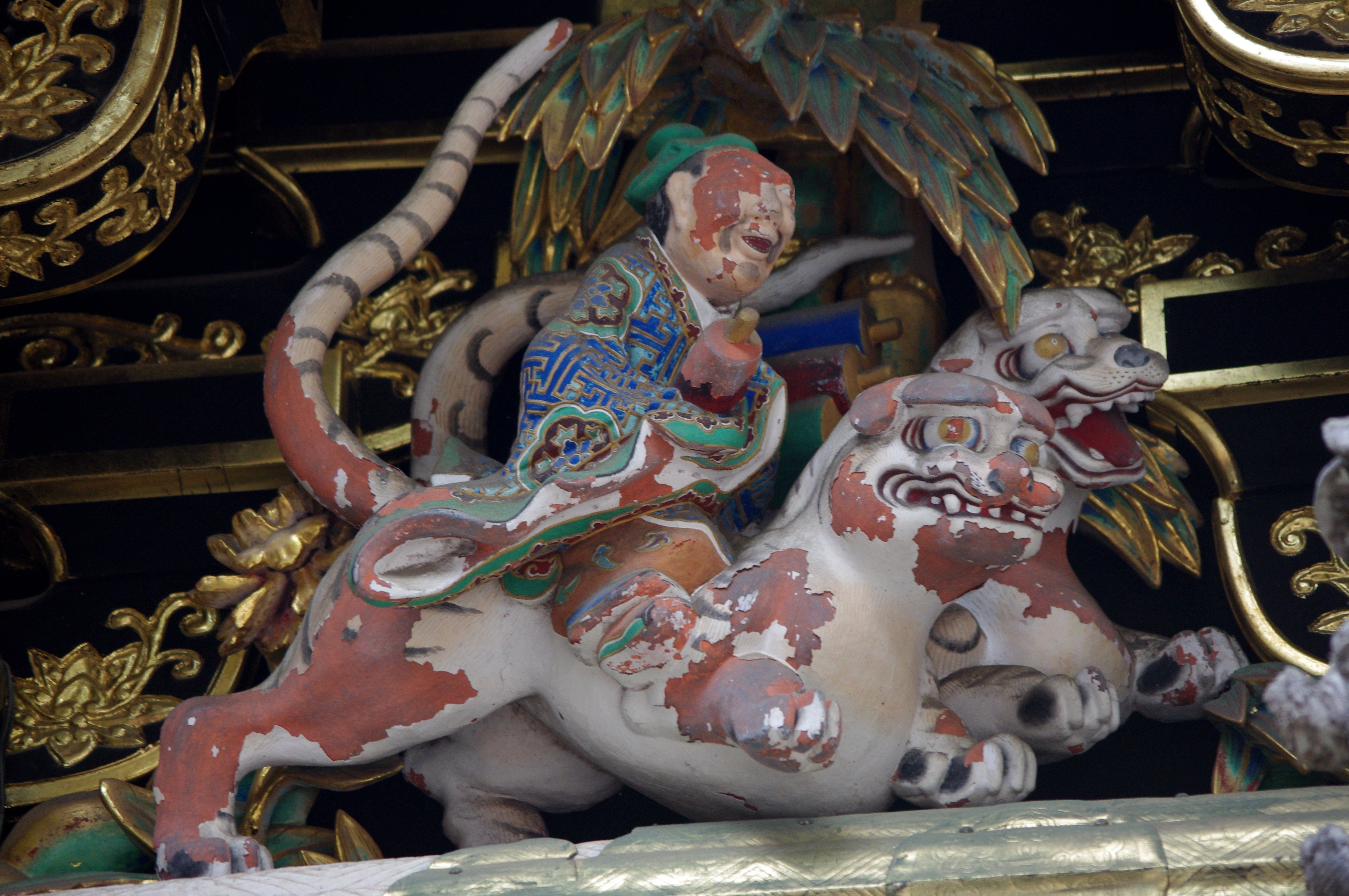
鄭思遠
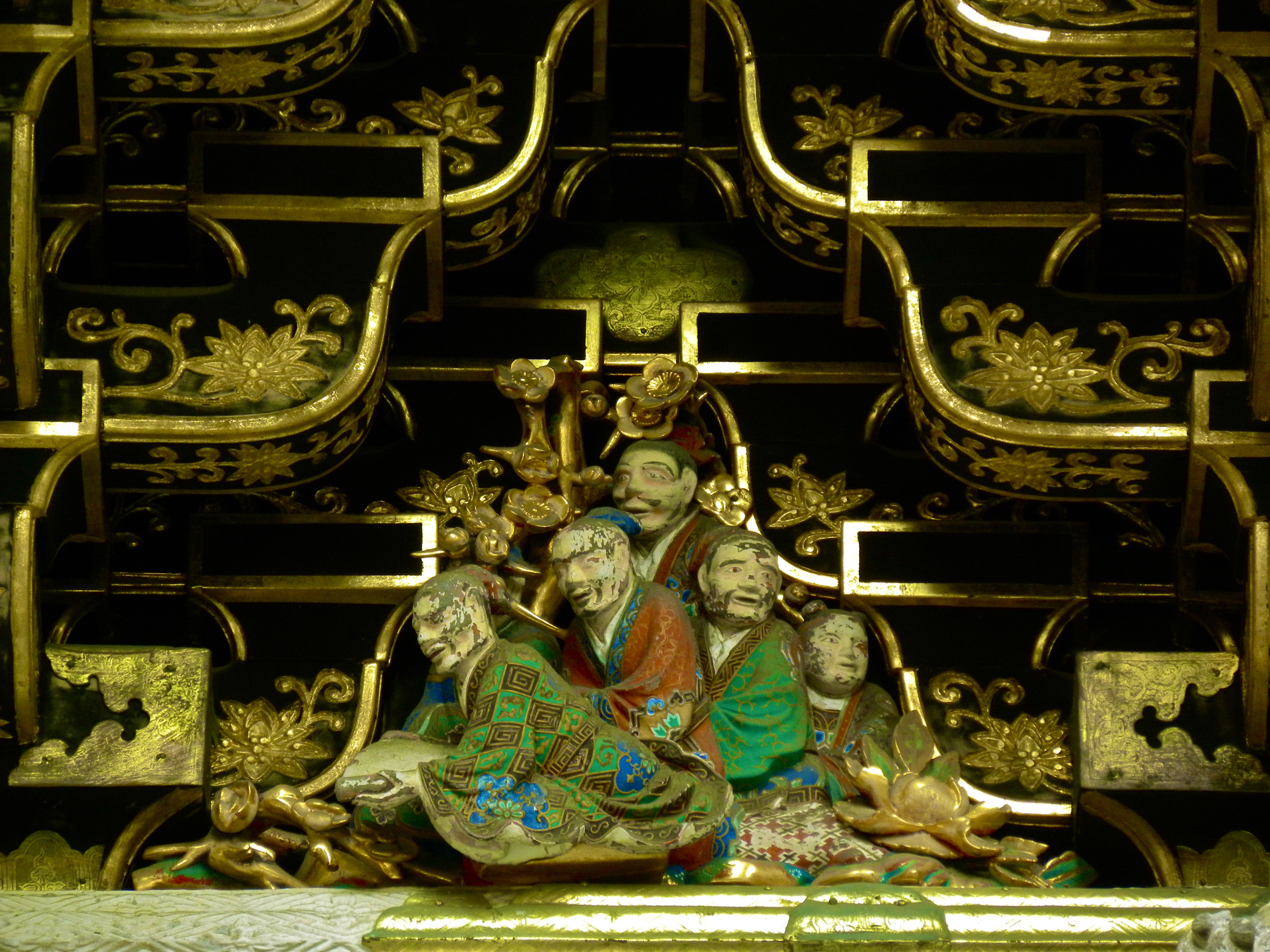
周公聴訴（周公旦に訴える人々）
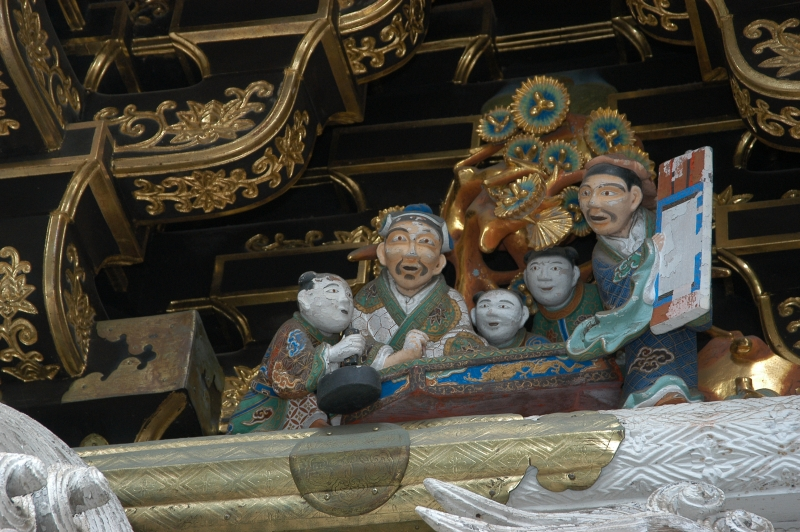
琴棋書画のうち「画」
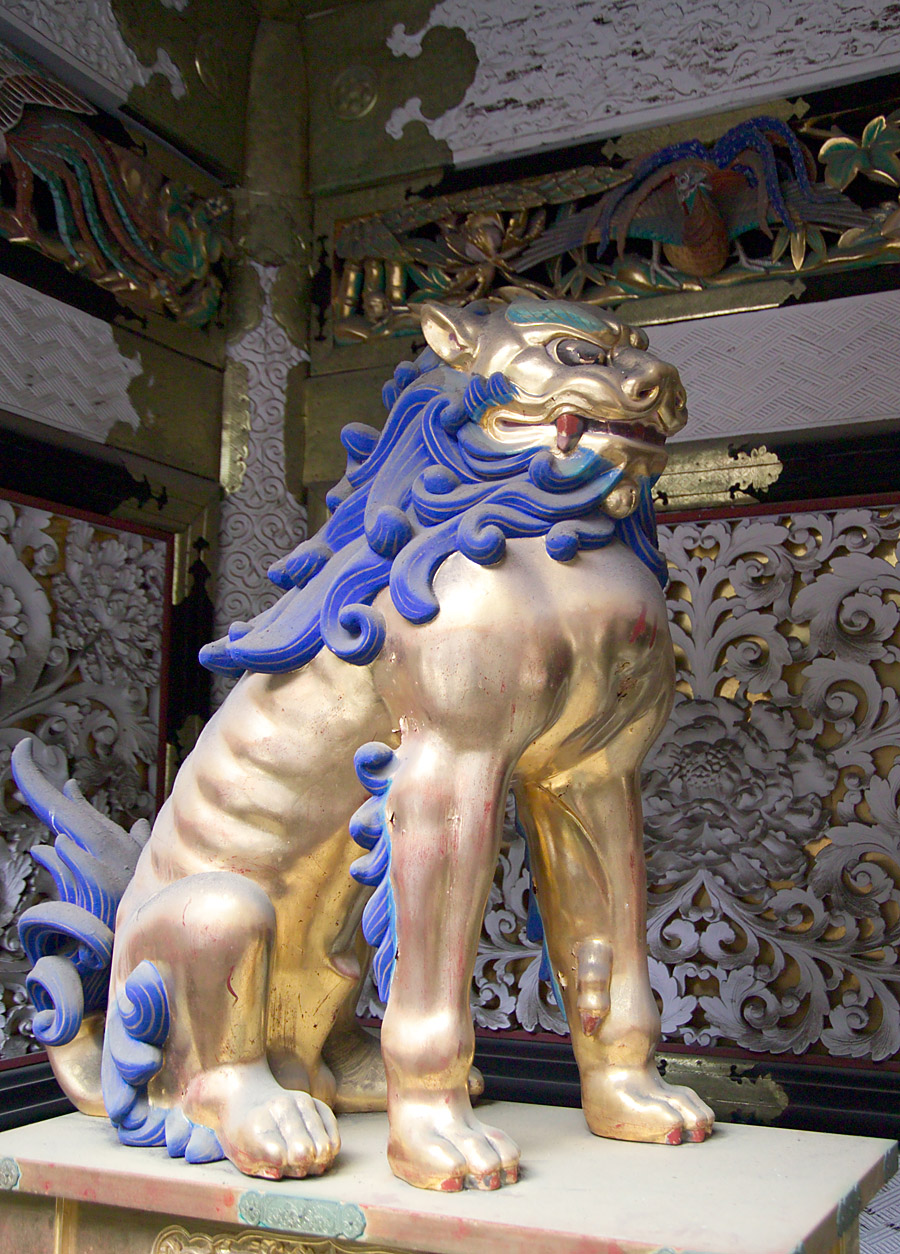
初層背面東側獅子
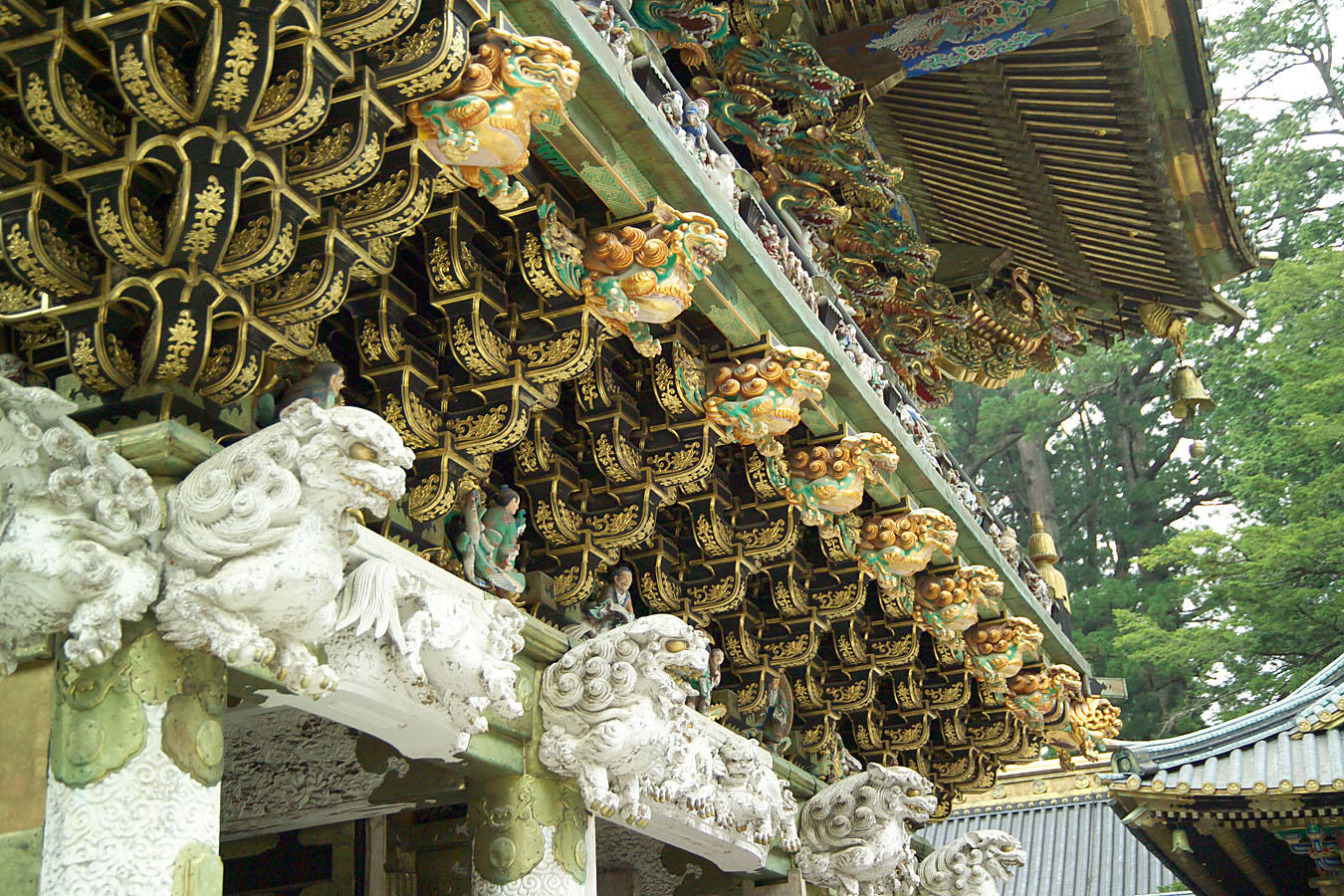
初層背面軒見上げ
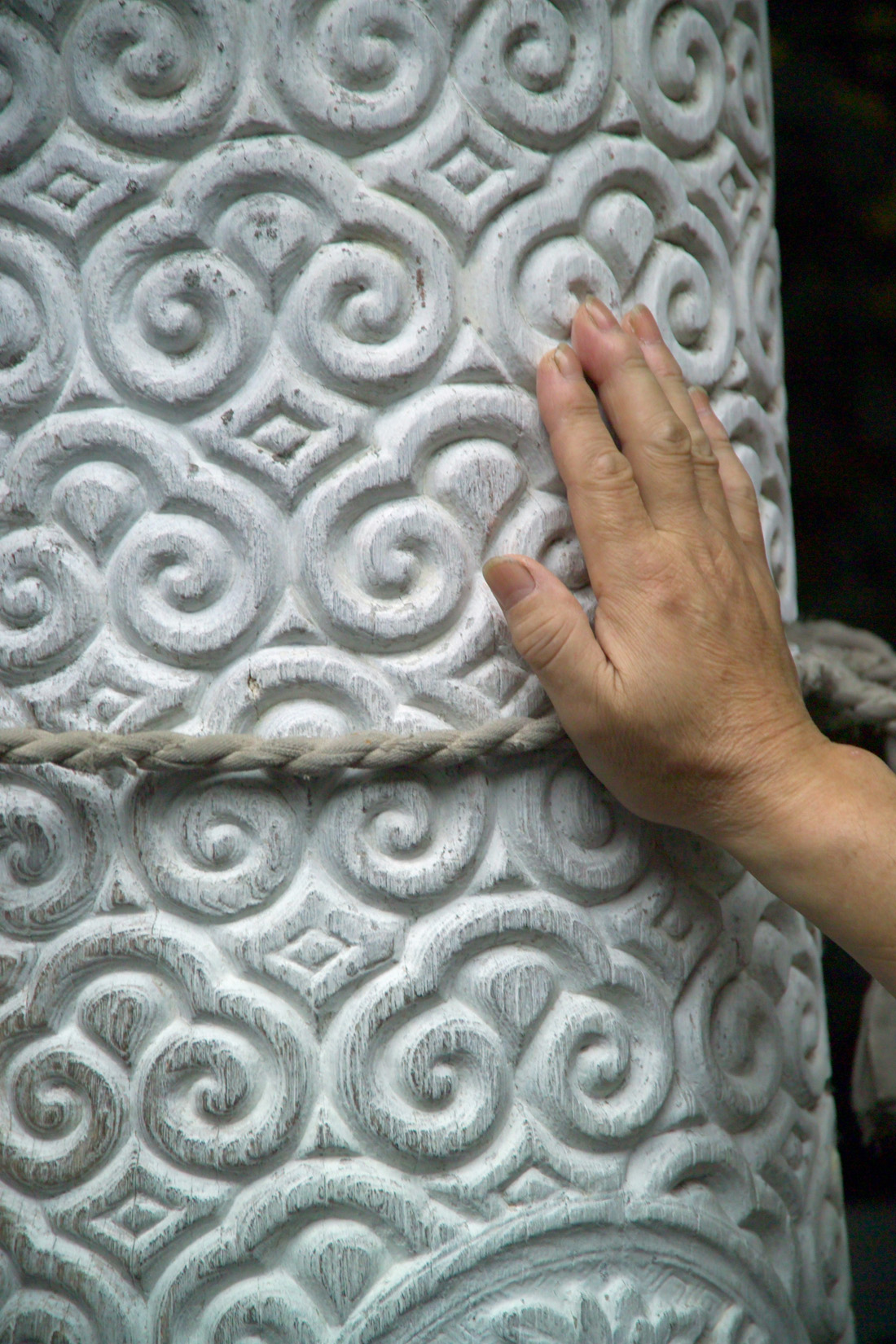
逆柱
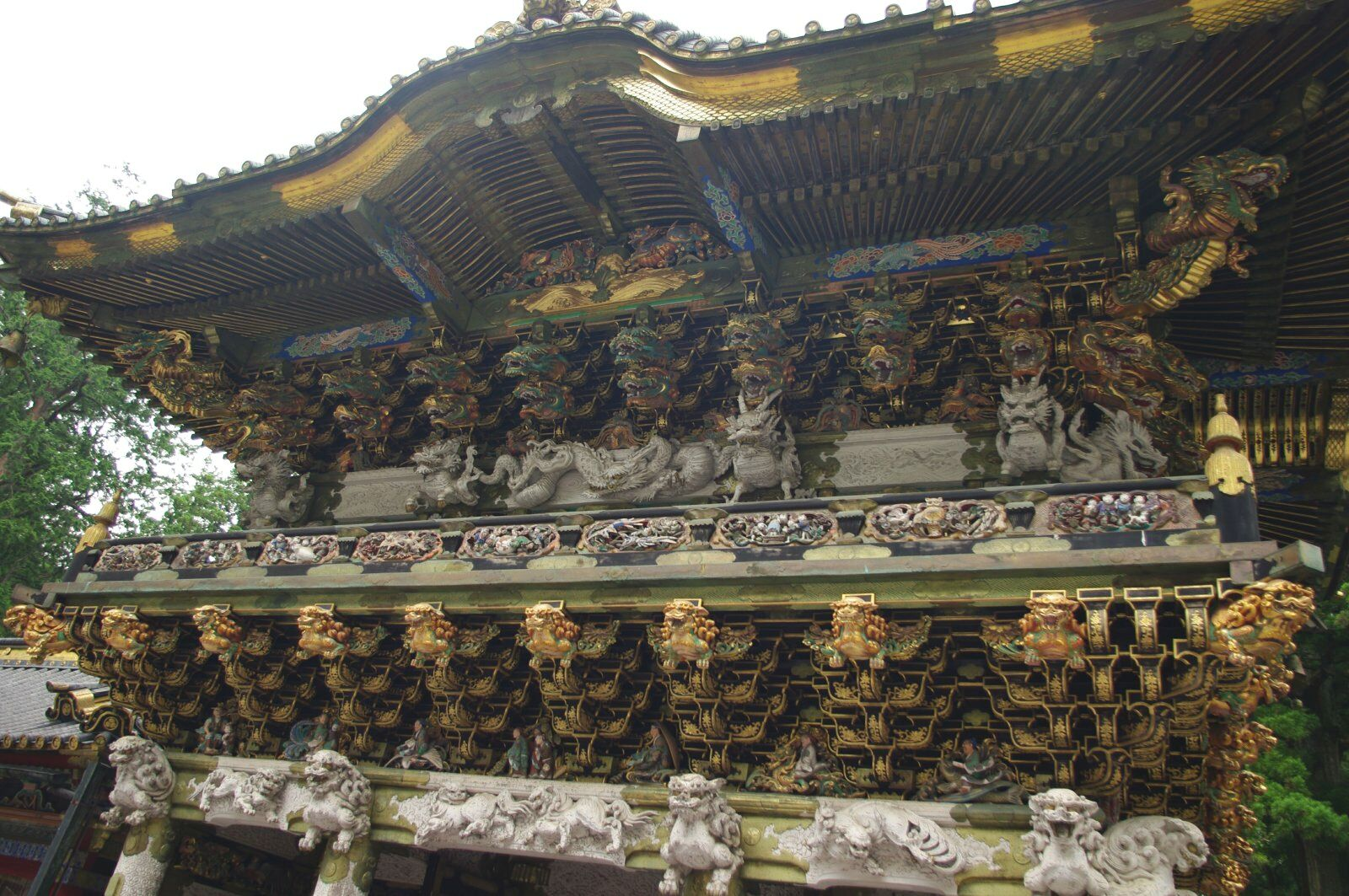
上層背面

正面の7個の彫刻のうち4個は「琴棋書画」（きんきしょが）を題材としたもので、残りの3つは周公旦と孔子にまつわるものである。「琴棋書画」とは琴、囲碁、書（書道）、絵画の4つの技芸を表す。これらは文人のたしなむものとされ、文人の理想の生活を象徴するものである。周公旦は周時代の政治家で、陽明門の彫刻は、彼が賢人を見逃さないために、髪を洗っている時にも人々との面会に応じたという故事を表している。陽明門の初層正面中央にある彫刻は、水盤を前に髪を洗っている周公旦を表し、その向かって右の彫刻は、周公旦に訴えを聞いてもらおうとしている5人の人物を表している。「孔子観河」は、『論語』の「子罕第九」にあるエピソードで、孔子が河の流れを見つめ、「逝く者は斯くの如きか、昼夜を舎（お）かず」と述べた場面を表している。
背面の7個の彫刻はいずれも仙人を題材にしたものである。仙人とは、中国の道教思想における理想的人物で、仙術（超人的な術）を操る不老不死の存在とされている。琴高仙人は鯉にまたがり、黄仁覧、王子喬、梅福仙人はそれぞれ竜、鶴、鳳凰に乗った姿で表される。背面中央の彫刻の題材は費長房とされているが、この彫刻の中に費長房自身の姿はなく、空を見上げる3人の人物がいるのみである。これら3人の見上げる先に空を飛ぶ仙人がいるという設定になっている。
東面は北端に虎に乗る鄭思遠、南端に麒麟に乗る張良の彫刻がある。鄭思遠の左は「四睡図」で、天台山国清寺の豊干禅師と、同寺に住した風狂の隠者寒山・拾得が、禅師の手なずけた虎と一緒に眠っている図である。その左の彫刻は七福神のメンバーでもある福禄寿と寿老人を表したもので、寿老人の連れている鹿（玄鹿）もいる。
西面は中国の伝説や故事に登場する人物を題材としている。「商山四皓」は、秦代の末期に乱世を避けて商山（陝西省商県）に隠棲した4人の高士すなわち東園公、綺里季、夏黄公、甪里先生（ろくりせんせい）を指す。「皓」は「白」の意で、4名とも眉や髭が白かったことからこの呼称がある。
「虎渓三笑」とは、慧遠、陶淵明、陸修静の3名を表した図像である。東晋の高僧慧遠は、廬山の東林寺に隠棲し、俗界との境である虎渓（川）を決して渡らないことを誓っていた。ある日、慧遠のもとを陶淵明と陸修静が訪ねてやってきた。慧遠は訪問を終えて帰る陶淵明と陸修静を見送る道すがら、彼らとの話に夢中になり、気がついたら3人とも虎渓を越えていた。それに気付いた3人が大笑したというエピソードである。
西王母と東方朔の図は「東方朔奪桃」と呼ばれるもので、東方朔が西王母の園から長寿の桃を盗み出し、800年の長寿を得たというものである。三聖吸酸は大甕を囲む3人の人物（蘇軾、黄庭堅、仏印）を表す。儒教の蘇軾、道教の黄庭堅、仏教の仏印の3人が桃花酸という酢をなめたところ、3人とも「酸っぱい」と言ったという故事で、宗教や立場が違っても真理は一つであるという意味を表す。
以上の人物彫刻にはそれぞれの含意があるが、特に正面に位置する彫刻には重大な意味があり、正面中央の周公旦は理想の為政者像として、徳川家康その人のイメージを投影したものとみなされる。仙人の像は、家康の肉体は滅びても、その魂は永遠に生き続けることの寓意とみられ、家康を葬った日光の地が仙境であることを含意するとの見方もある。後述の「唐子遊び」の像は、徳川政権下の天下泰平を寓意するとみられる。
上層高欄の羽目板には「唐子遊び」と呼ばれる装飾彫刻がある。「唐子」とは、絵画や工芸品の題材として登場する、中国の子供のことを指す。羽目板は正面と背面に各9面、側面には各6面の計30面である。30面のうち10面は鳥や植物などの図柄で、残り20面が「唐子遊び」である。それぞれの題材は以下のとおり（便宜上、各面とも向かって右端の羽目板を (1) として番号を付した）。
- 正面（東から）
  - (1) 孟母三遷（2人）、(2) 奏楽する4人の童子、(3) 踊る5人の童子、(4) 石拳をする8人の童子、(5) 司馬温公甕割（5人）、(6) 鬼ごっこをする6人の童子、(7) 木馬遊びをする6人の童子、(8) 団扇で蝶を追う3人の童子、(9) 石拳をする5人の童子
- 背面（西から）
  - (1) 白犬と遊ぶ5人の童子、(2) 木兎（みみずく）、瑠璃鳥、松竹、(3) 灌仏会（かんぶつえ）遊びをする5人の童子、(4) 山鵲、万年青、竹、牡丹、(5) 雪だるまを作る5人の童子、(6) 瑠璃鳥、牡丹、唐松、(7) 雪で犬を作る5人の童子（「動物いじめ」とも）、(8) 山鵲、唐松、牡丹、(9) 木馬遊びをする2人の童子
- 東面（北から）
  - (1) 山鳩、牡丹、梅、(2) 倒れた子を助ける童子、(3) 冬に火鉢にあたる7人の童子、(4) 喧嘩をする5人の童子、(5) 鳩、椿、梅、(6) 鳩を捕える3人の童子
- 西面（南から）
  - (1) 雀、大和松、竹、(2) 雀、大和松、たんぽぽ、(3) 鸞（らん）、菊、芙蓉、(4) 布袋和尚と2人の童子、(5) 鸞、牡丹、唐松、(6) 野遊びをする2人の童子

唐子の彫刻群は、「孟母三遷」と「司馬温公甕割」以外は、具体的なエピソードを語るものではない。「司馬温公甕割」は、司馬温公が幼少の時、誤って大甕に落ちた友人を救うために、高価な甕を叩き割ったという故事を表す。花鳥の彫刻のうち、「鸞」は想像上の鳥で、鳳凰とよく似ているが、尾羽が鳳凰のようにギザギザにならない点で区別される。山鵲は中国などに実在する鳥で、「尾長鳥」と表記されることが多い。瑠璃鳥は実在するスズメ目の鳥であるオオルリ、コルリのことだが、彩色がなければ雀と区別しがたい。

## 神仏習合
徳川家康の神格化である東照大権現の本地仏には薬師如来が当てられた。

## 文化財

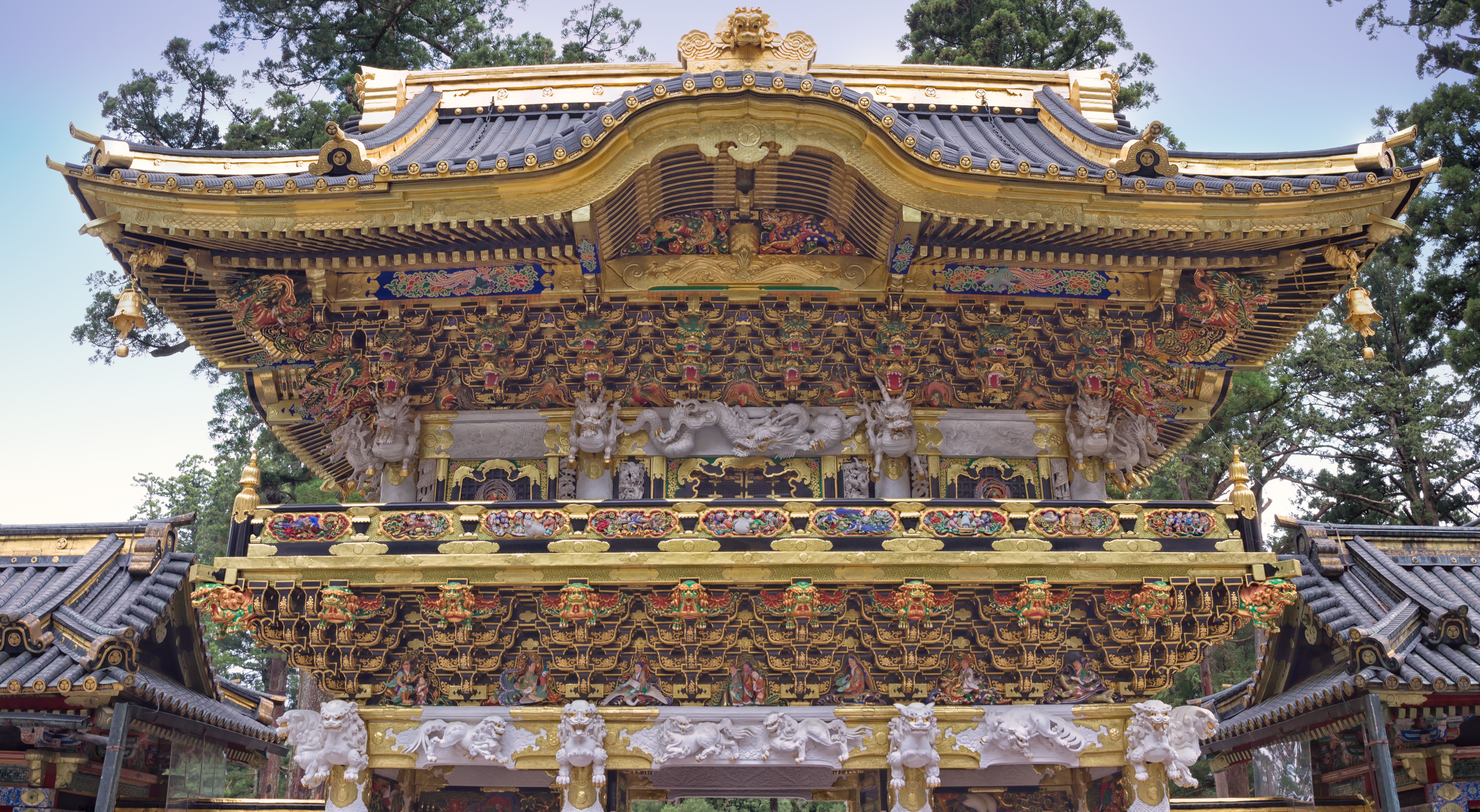
陽明門・上層（平成の大修理後）

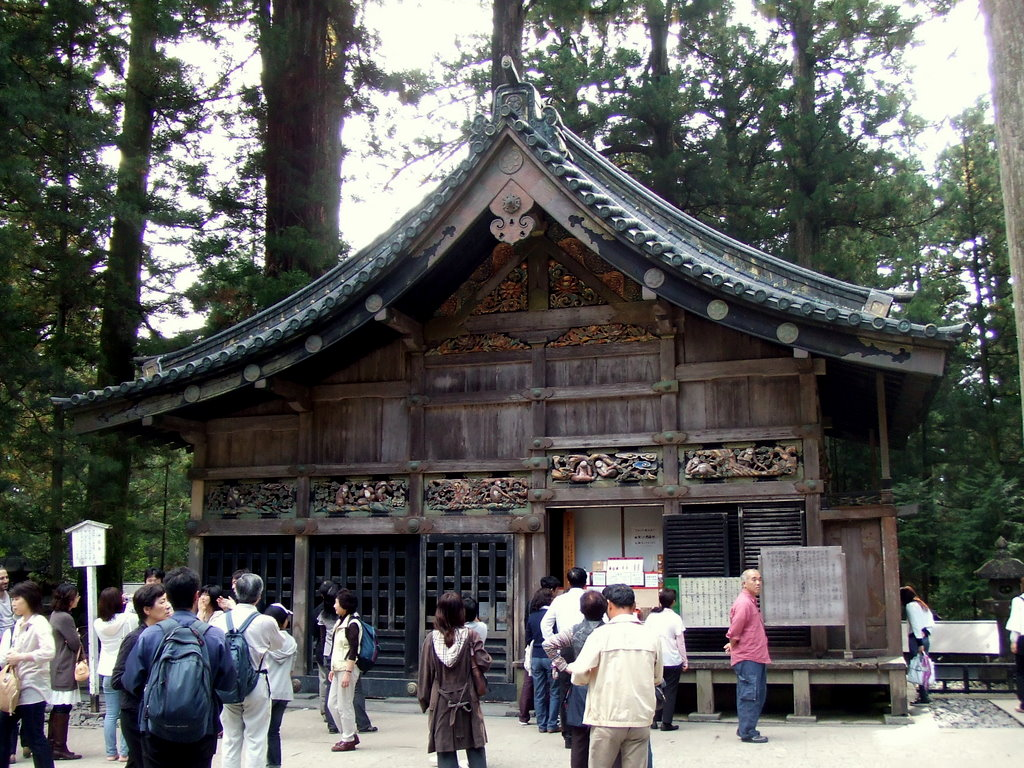
神厩舎。三猿の彫刻がある。

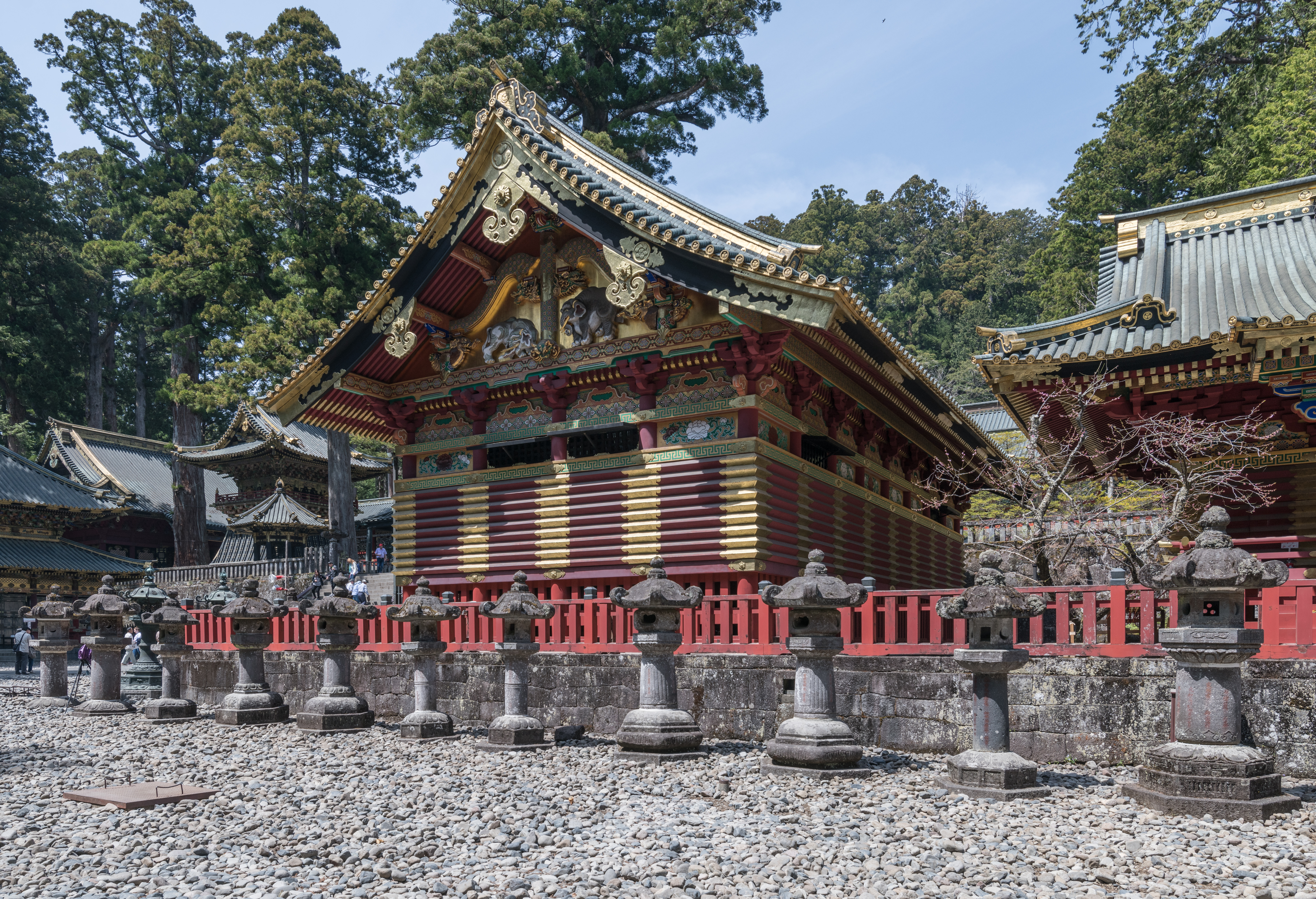
上神庫。例祭等に使用する道具が収められている。

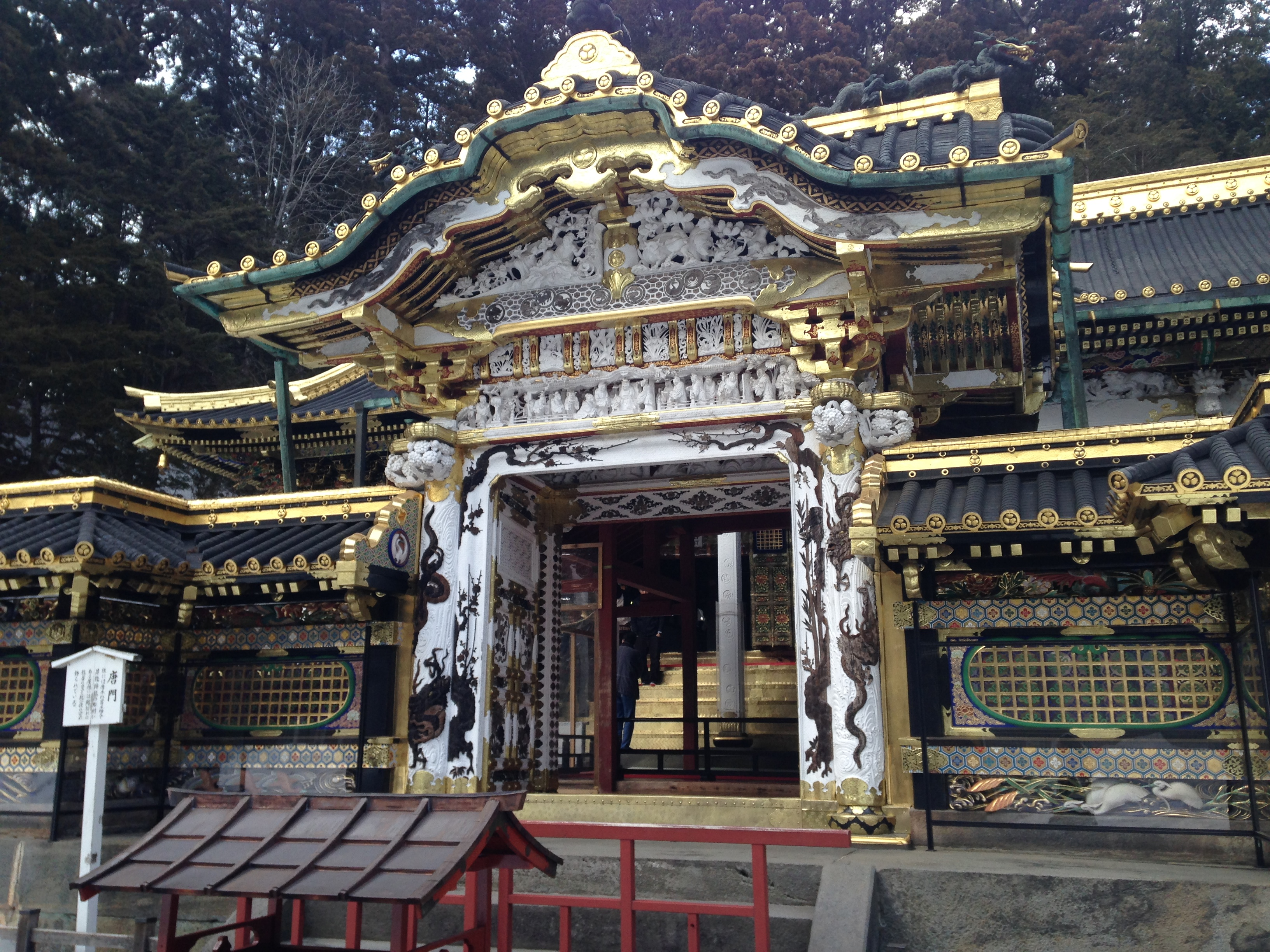
唐門

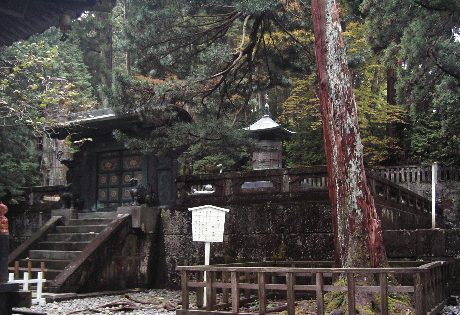
奥社 唐門と銅宝塔（徳川家康墓）

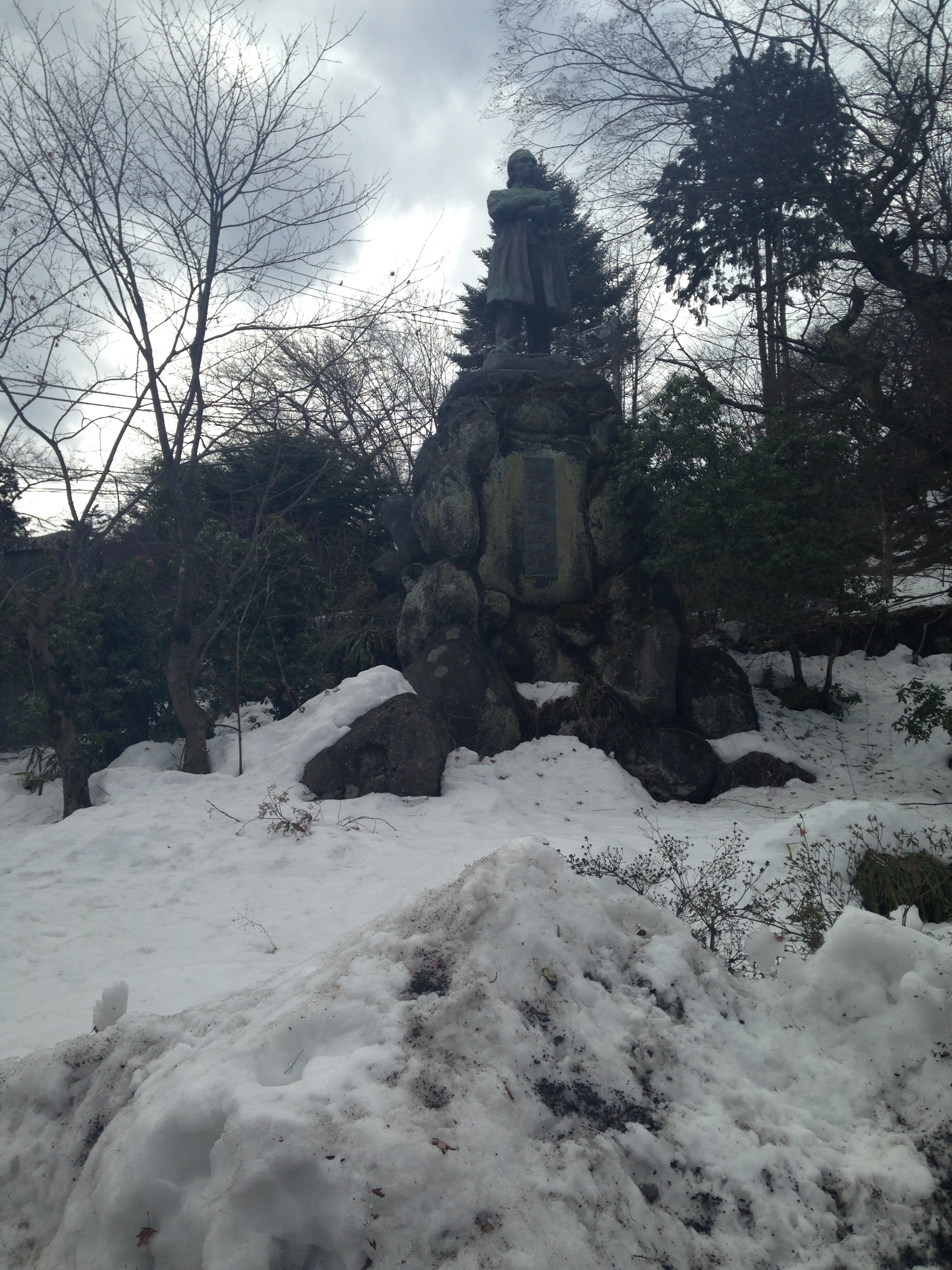
日光東照宮(神橋)の板垣退助像。銅像題字の揮毫は徳川家達による。

### 建造物
国宝（8棟）
以下の5件8棟の建造物が国宝に指定されている。
- 本殿、石の間および拝殿（1棟）（附 銅箱入供養具9箇、旧妻戸2枚、箱入大工道具一具）
- 正面および背面唐門 2棟
- 東西透塀 2棟
- 陽明門 1棟（附 旧天井板2枚）
- 東西回廊 2棟（附 潜門）

重要文化財（34棟）
(*) 印の2棟は東照宮と輪王寺のいずれに帰属するか未決着である。
- 上社務所（祈祷殿）
- 神楽殿
- 神輿舎
- 鐘楼（附 銅鐘）
- 鼓楼
- (*) 本地堂（鳴き龍）
- (*) 経蔵（輪蔵）
- 三神庫（さんじんこ）- 校倉造りで祭具の倉庫[35]
  - 上神庫（かみじんこ）- 屋根下の壁に当時想像した「象」の彫刻がある
  - 中神庫（なかじんこ）
  - 下神庫（しもじんこ）
- 水屋（附 手水鉢石）
- 神厩
- 表門（附 簓子塀）
- 五重塔
- 石鳥居
- 坂下門
- 奥社宝塔（銅製）（附 銅製華瓶・燭台・香炉）
- 奥社唐門（銅製）（附 銅製狛犬2躯）
- 奥社石玉垣
- 奥社拝殿（附 銅箱入供養具9箇）
- 奥社銅神庫
- 奥社鳥居（銅製）
- 奥社石柵
  - （奥社の附 石狛犬2躯）

- 仮殿本殿、相之間、拝殿（1棟）
- 仮殿唐門
- 仮殿掖門および透塀 2棟
- 仮殿鳥居（銅製）
- 仮殿鐘楼
  - （仮殿の附 石燈籠2基）
- 御旅所本殿（附 石舞台、東遊再興記石碑）
- 御旅所拝殿
- 御旅所神饌所
  - （御旅所の附 渡廊）
- 旧奥社唐門（石造）
- 旧奥社鳥居（石造）

旧奥社唐門と旧奥社鳥居の2棟は、17世紀半ばの地震で倒壊した後、山中に埋められ、銅製の鳥居と門に建て替えられた。その後、1967年に発掘され、東照宮宝物館脇に復元・再建された。
（以下は「附」（つけたり）指定物件）
- 参道（石鳥居以内）
- 鐘舎（附 銅鐘）（鐘楼前）
- 燈台（鐘楼前、蓮燈籠）
- 燈台穂屋（附 銅燈籠）（鼓楼前、回転燈籠）
- 燈台穂屋（附 銅燈籠）（鼓楼前、釣燈籠）
- 銅神庫
- 渡廊（陽明門東方回廊の東）
- 銅庫門（附 板塀）
- 非常門（附 銅板塀）（中神庫北方）
- 鳥居（銅製）（水盤舎前）
- 内番所
- 西浄
- 東通用御門（下神庫東方）
- 石柵（陽明門前、鐘楼・鼓楼前、非常門脇、表門前、五重塔周囲）
- 銅燈籠16基
- 鉄燈籠2基
- 石燈籠104基

（指定年月日）
- 1908年（明治41年）8月1日 - 建造物26棟が当時の古社寺保存法に基づき特別保護建造物（文化財保護法における重要文化財に相当）となる。
- 1944年（昭和19年）9月5日 - 建造物14棟が追加指定（背面唐門、奥社石玉垣、同銅神庫、同鳥居、同石柵、仮殿6棟、御旅所3棟）。指定棟数は計40棟となる。塀、燈籠等の「附」指定物件もこの日追加指定。
- 1951年（昭和26年）6月9日（『官報』掲載は1952年〈昭和27年〉1月12日） - 上記40棟のうち「本殿、石の間および拝殿（1棟）」「正面および背面唐門（2棟）、「東西透塀（2棟）」「陽明門」「東西廻廊（2棟）」の5件8棟が文化財保護法に基づき国宝に指定。
- 1967年（昭和42年）6月15日 - 本殿の「附」として旧妻戸2枚と箱入大工道具一具が追加指定。
- 1973年（昭和48年）6月2日 - 旧奥社唐門、同鳥居の2棟が上記40棟とは別件で重要文化財に指定。
- 1977年（昭和52年）6月27日 - 陽明門の「附」として旧天井板2枚が追加指定。

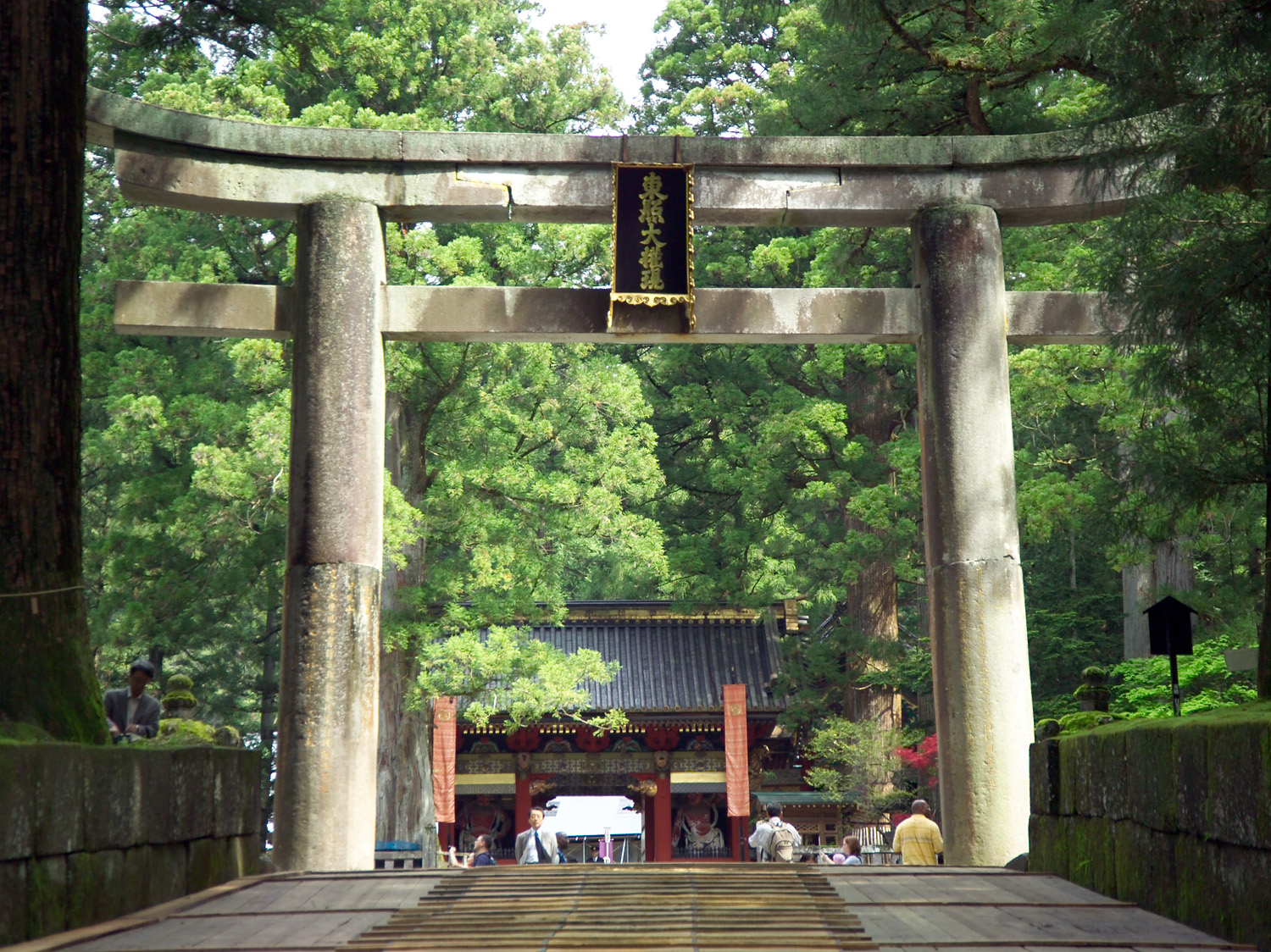
石鳥居
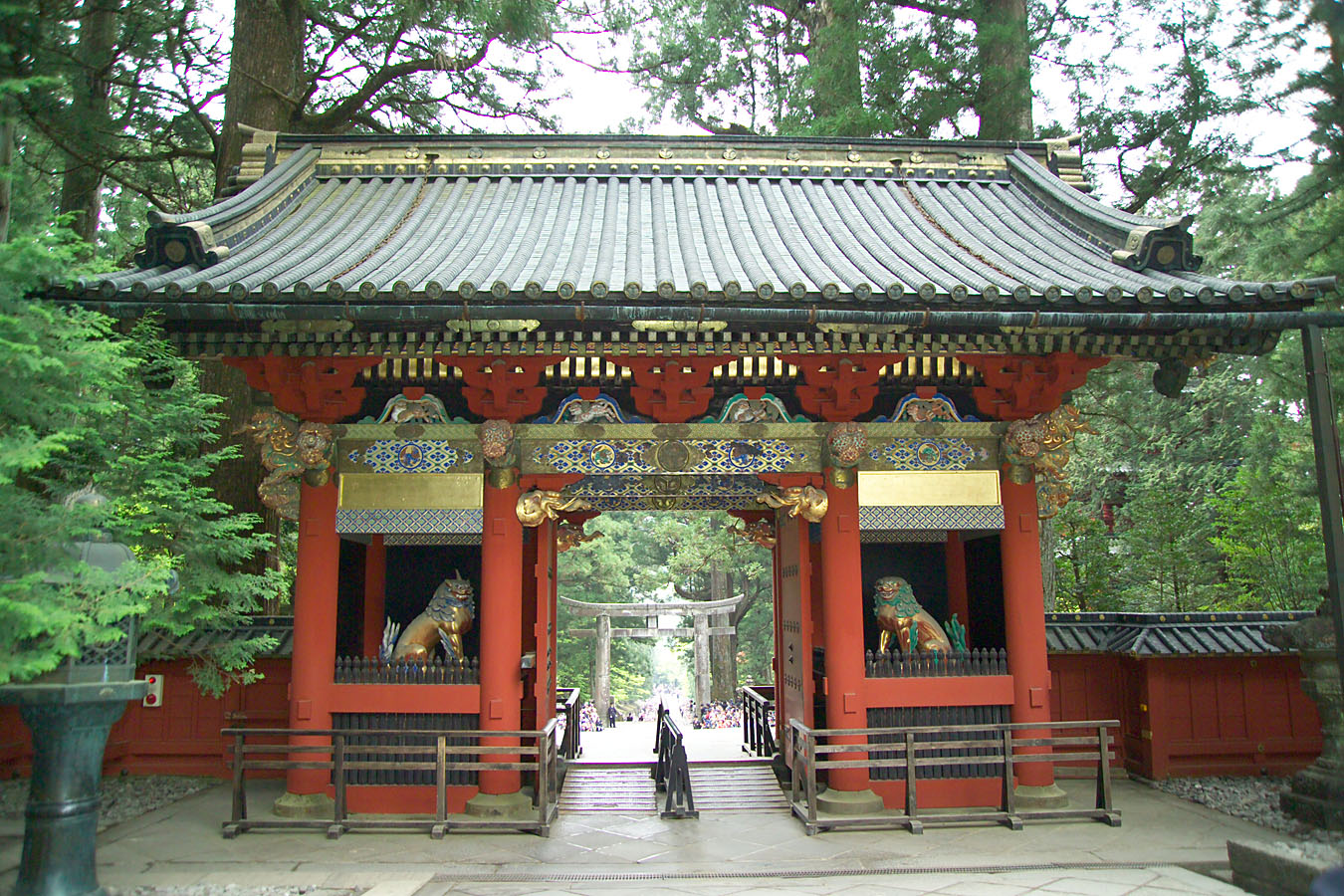
表門
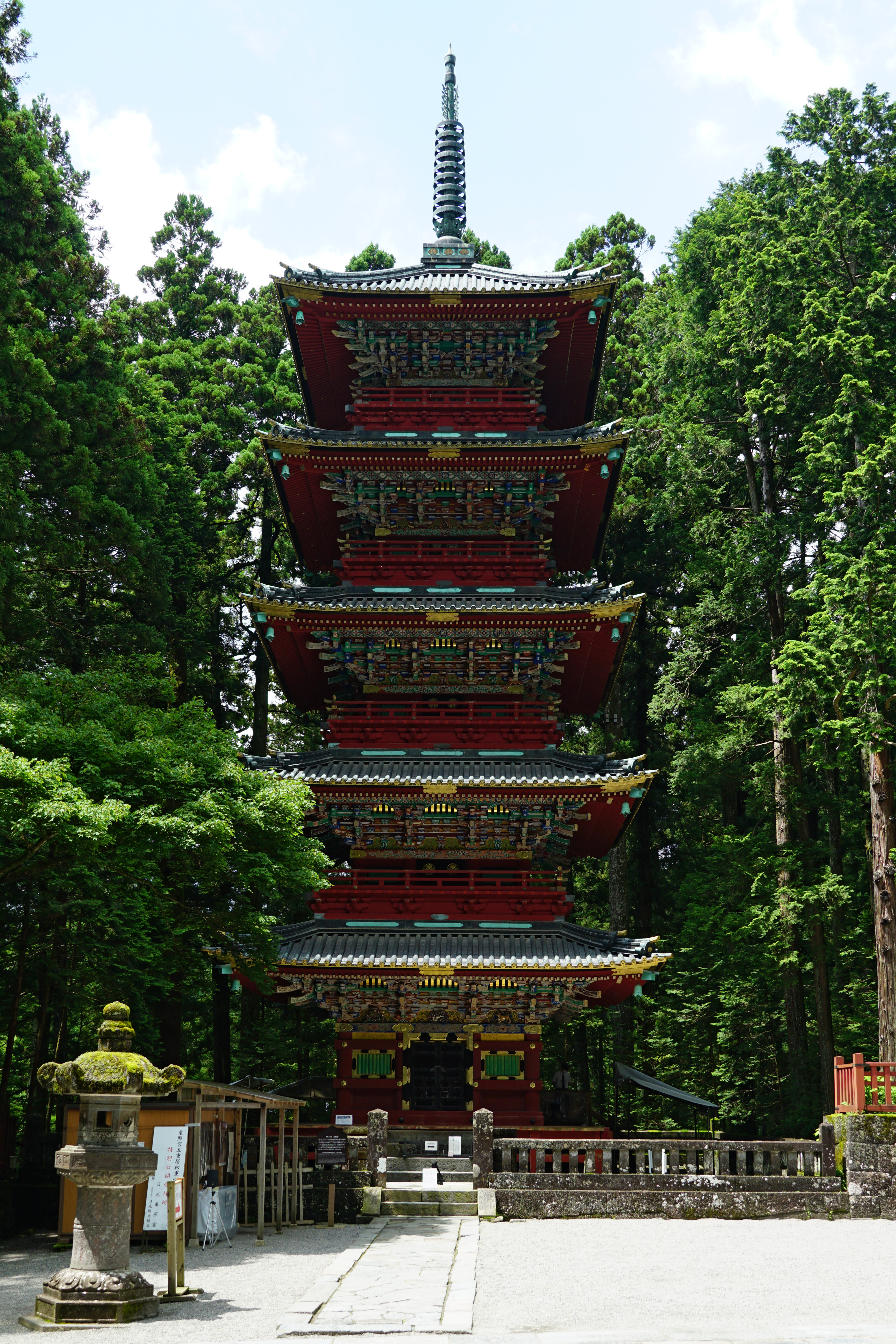
五重塔
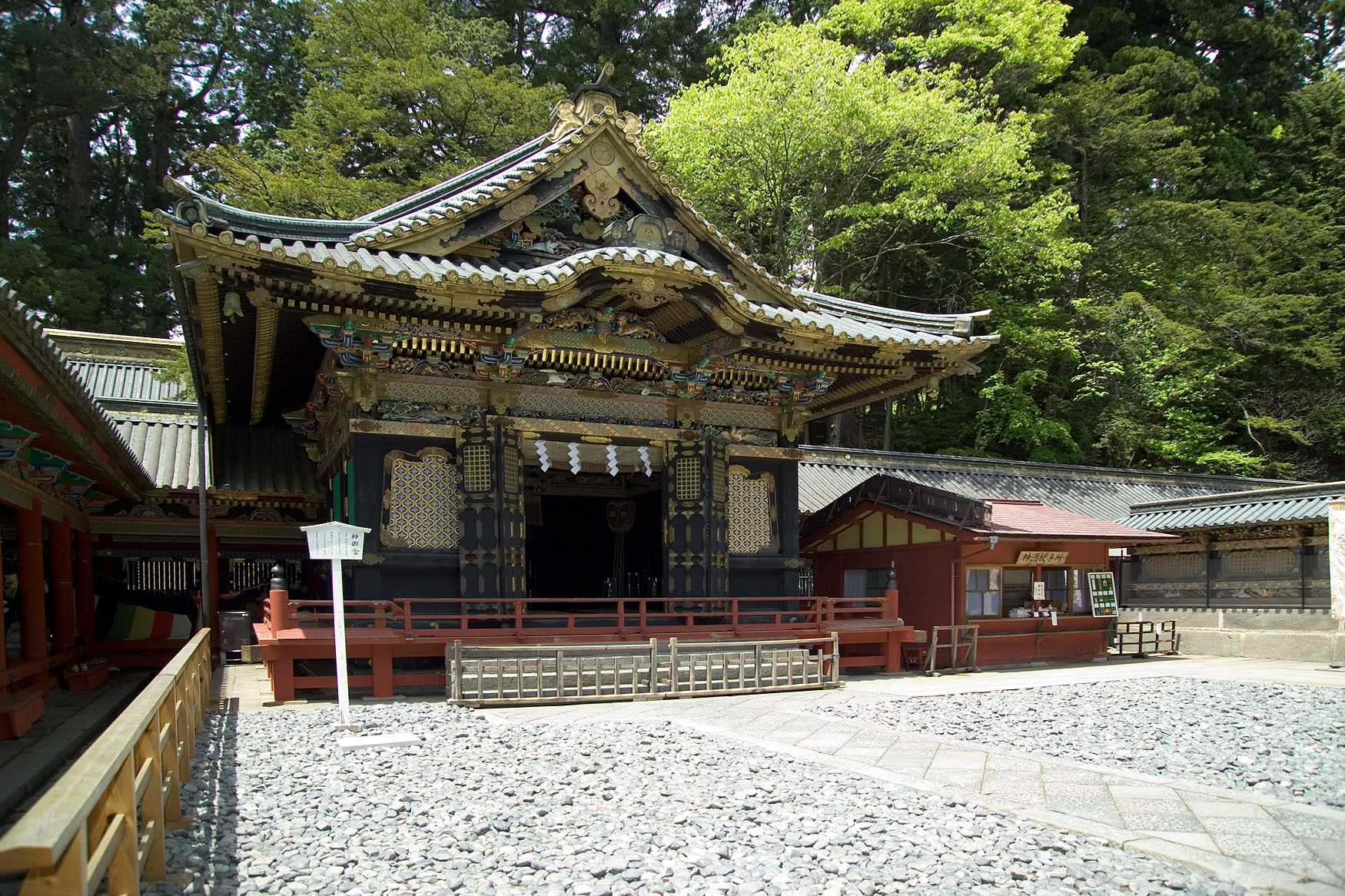
神輿舎
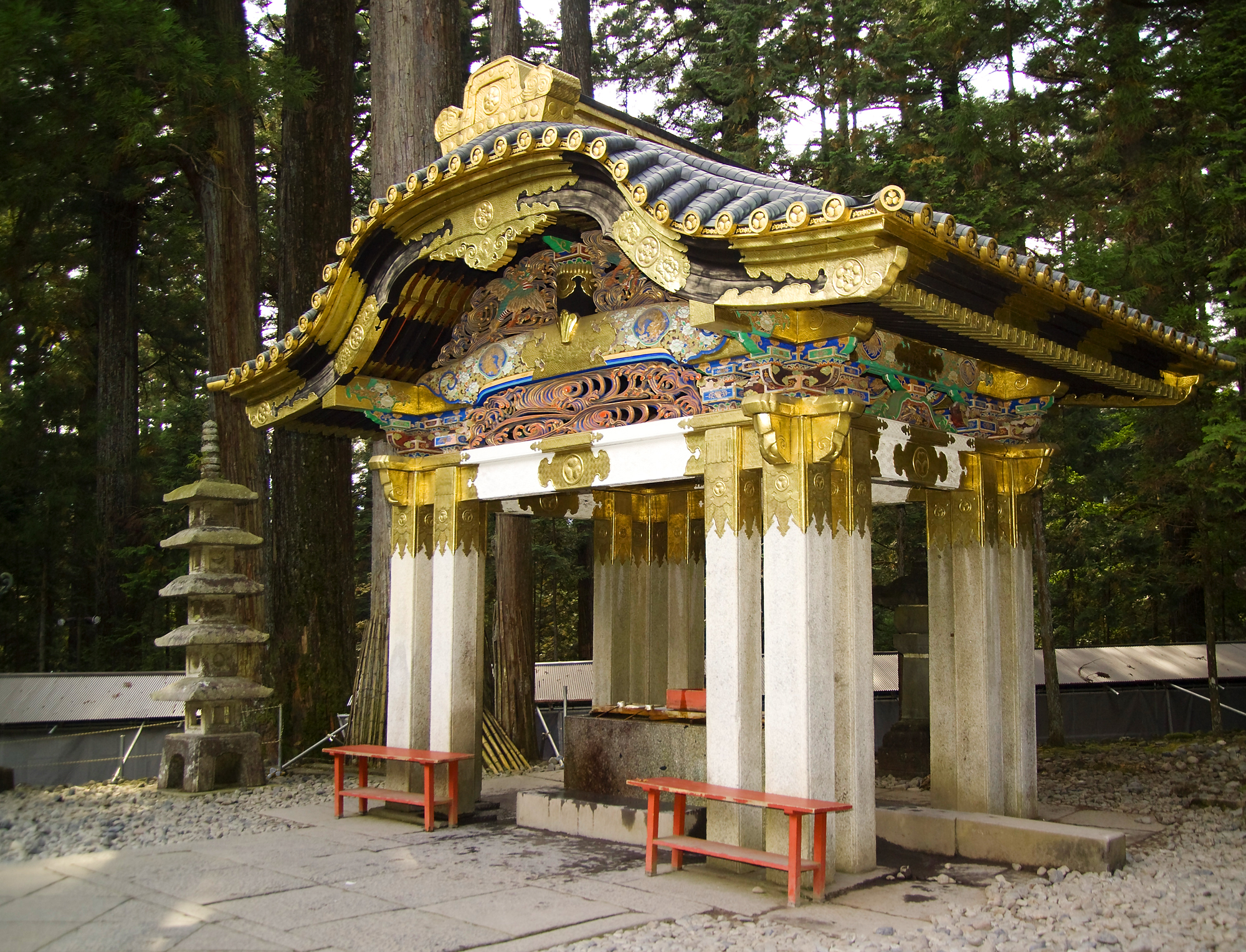
水盤舎
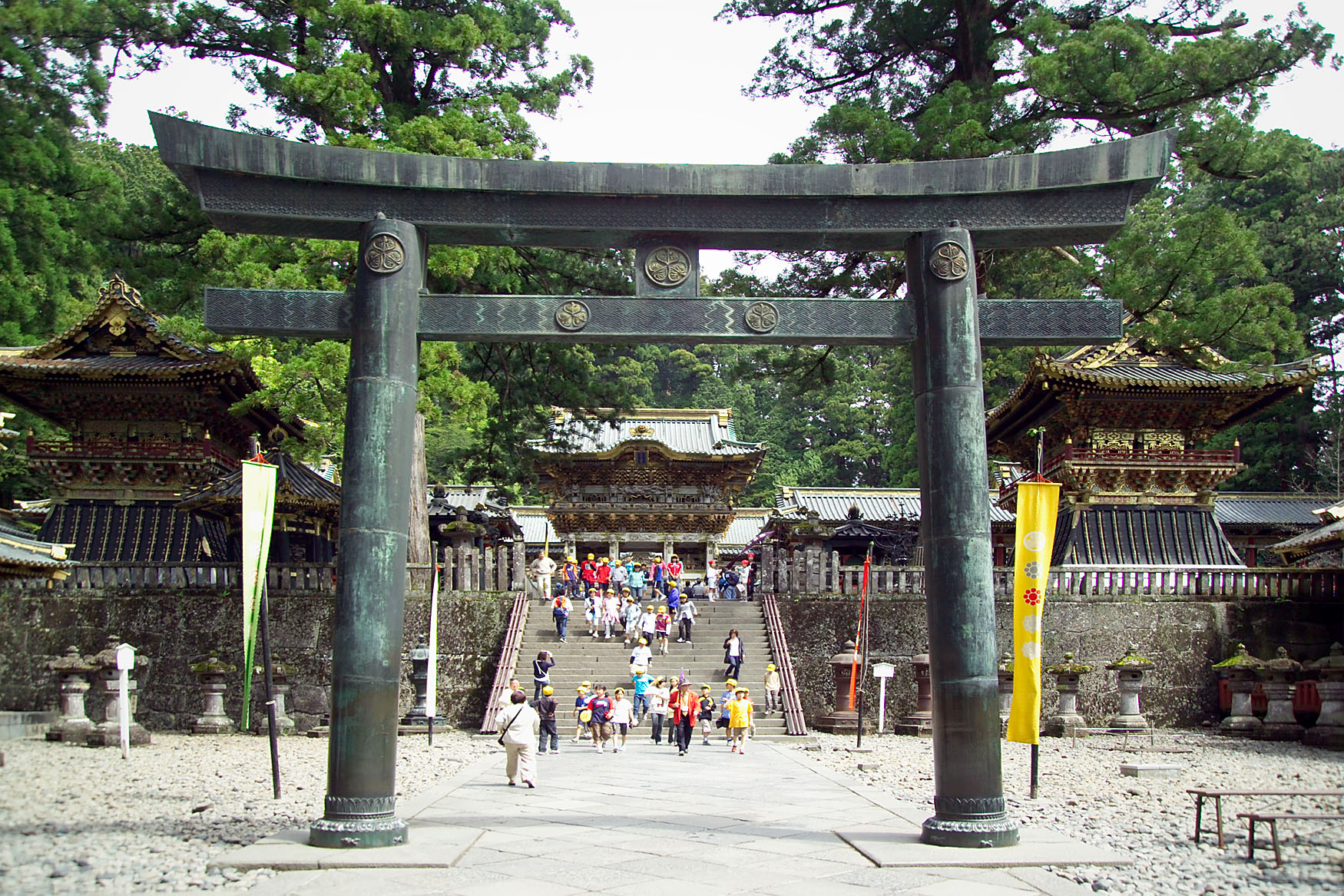
銅鳥居（水盤舎前）
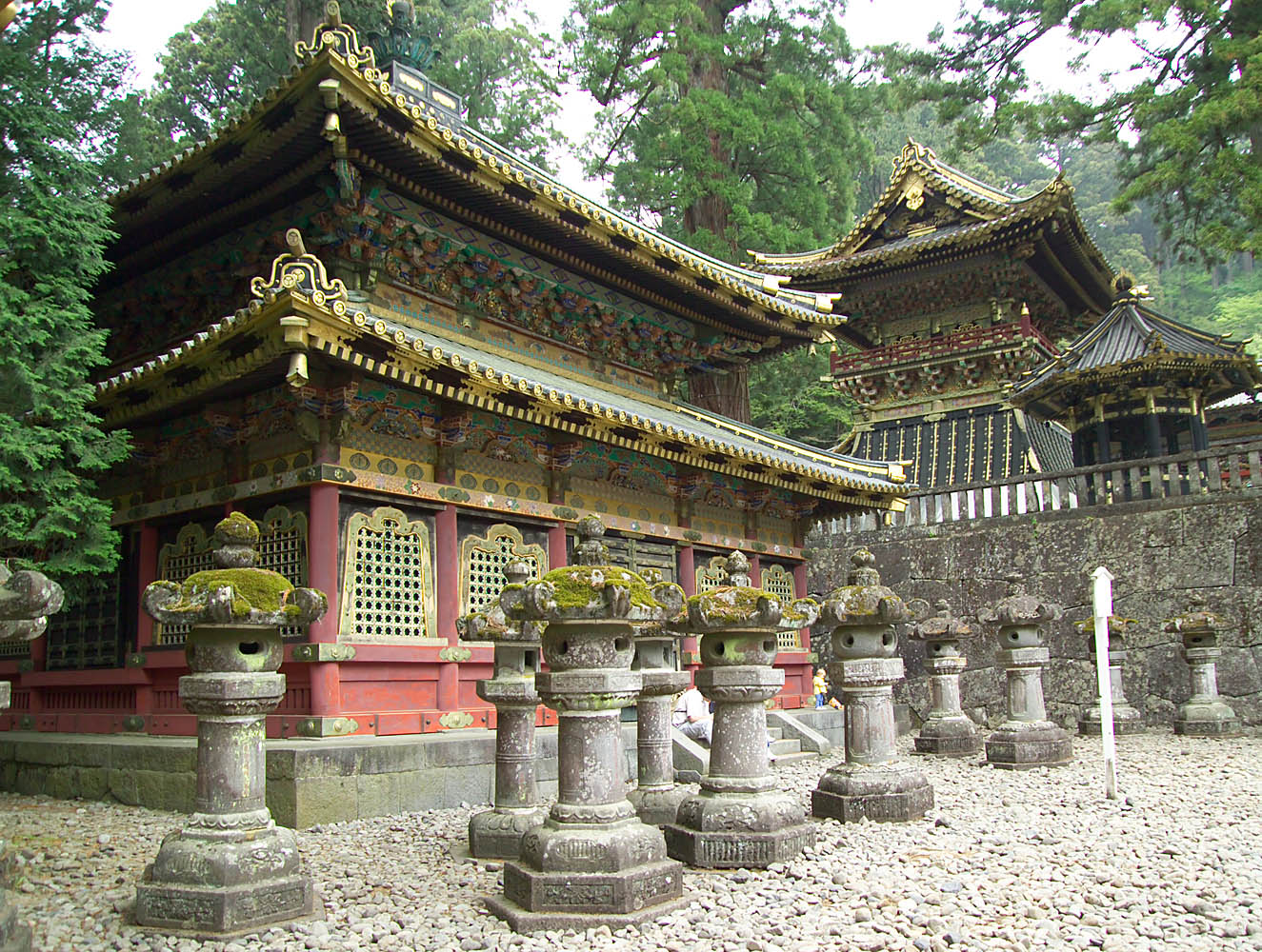
経蔵
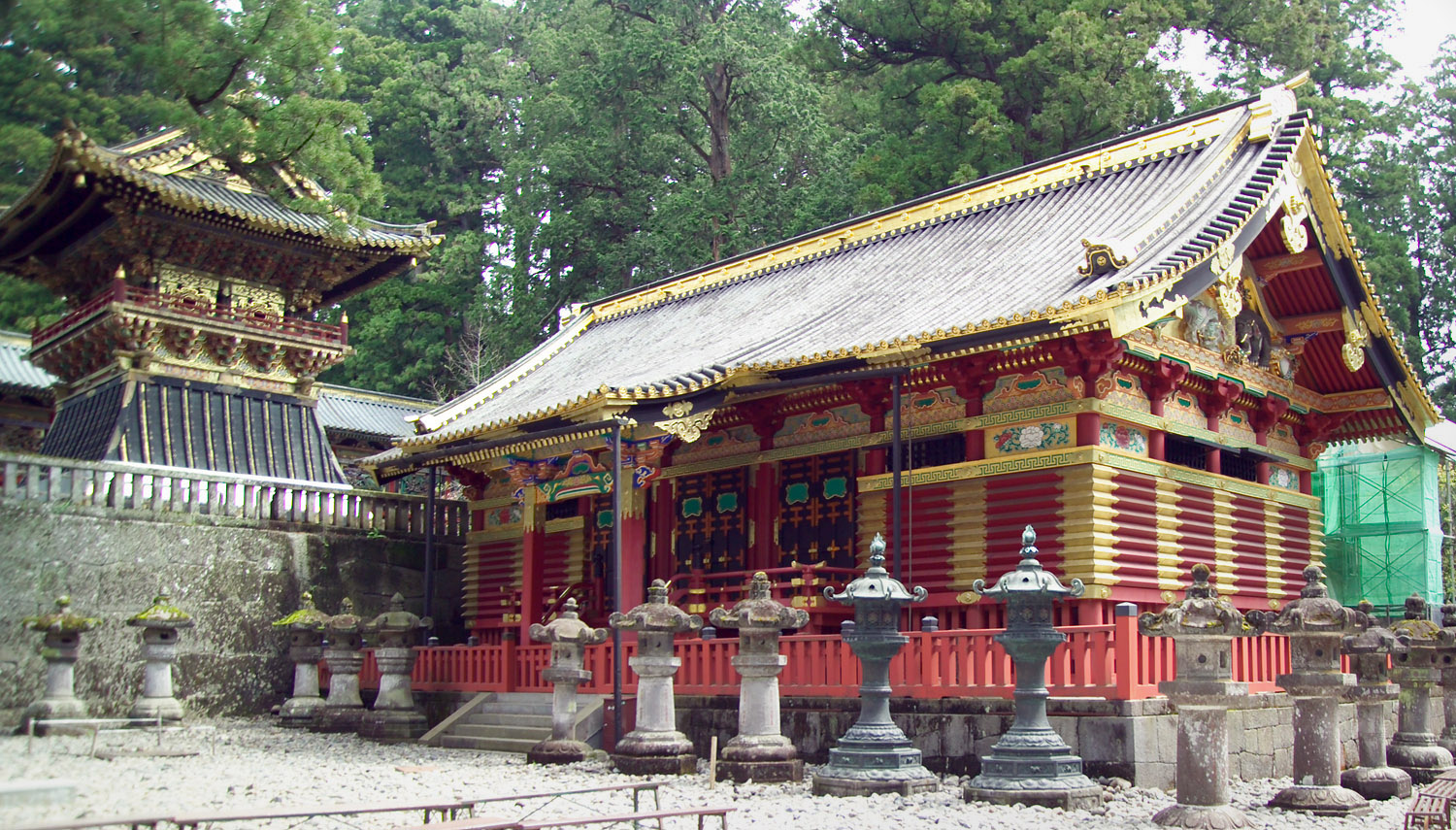
上神庫（左は鐘楼）
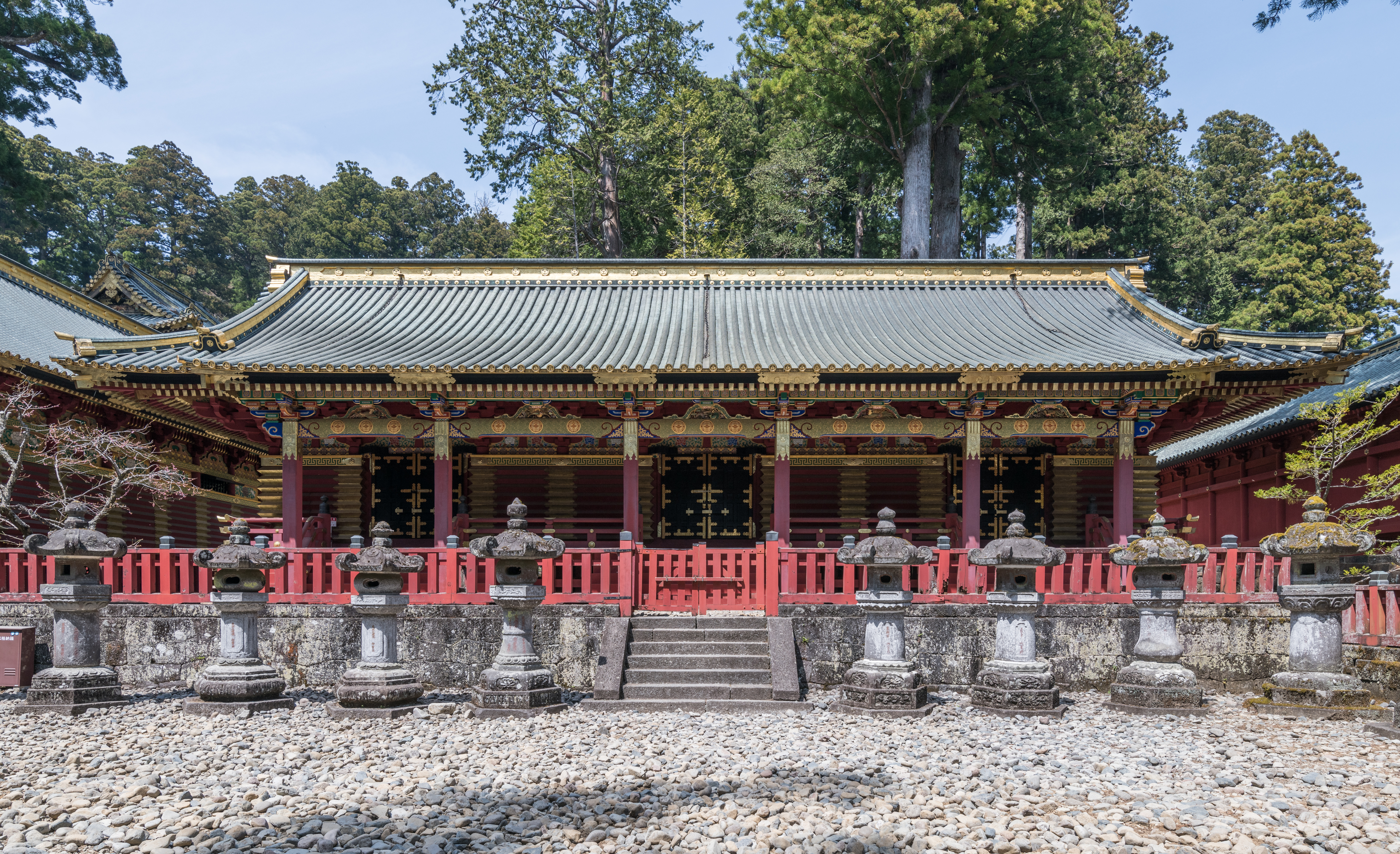
中神庫
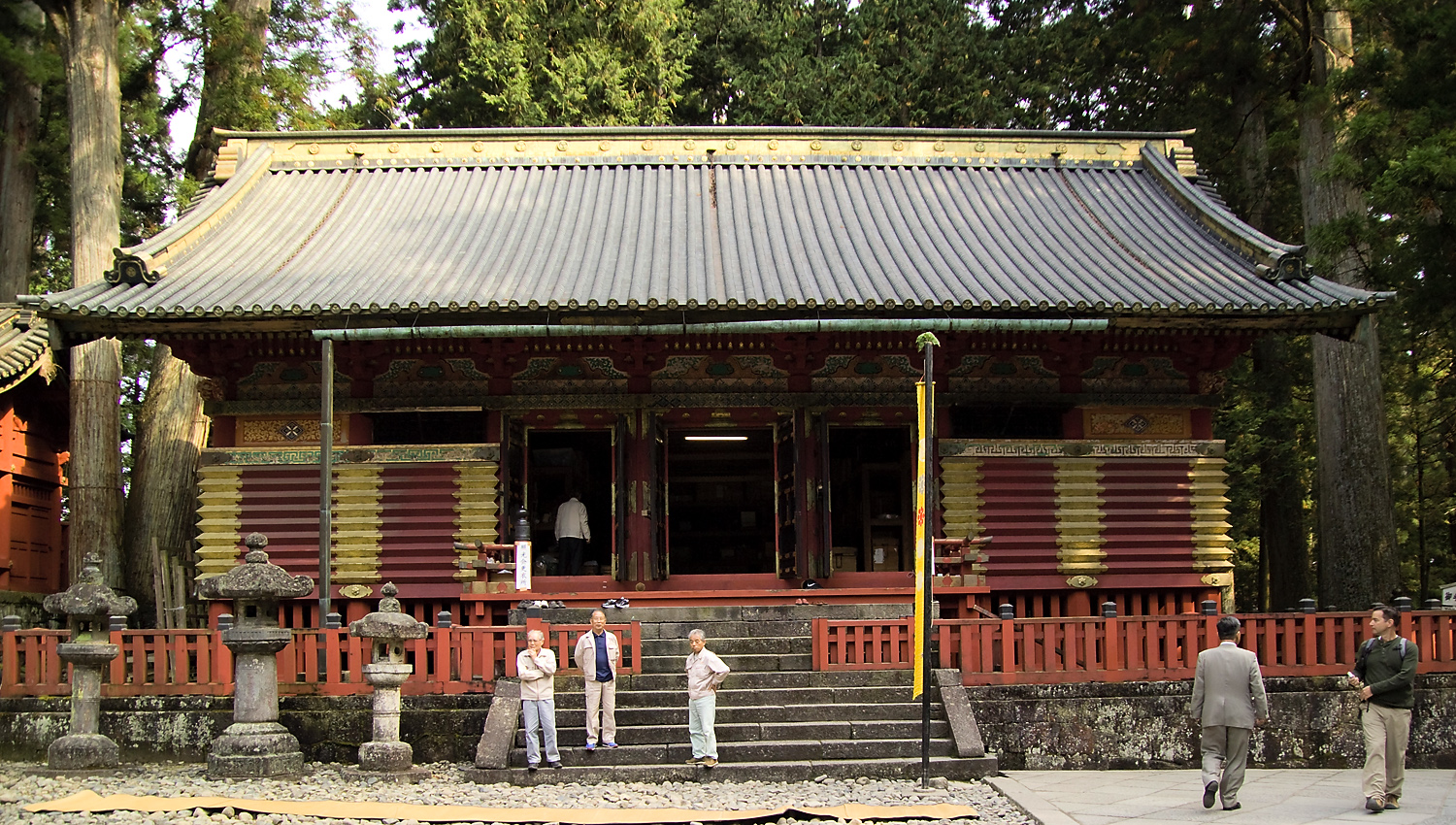
下神庫
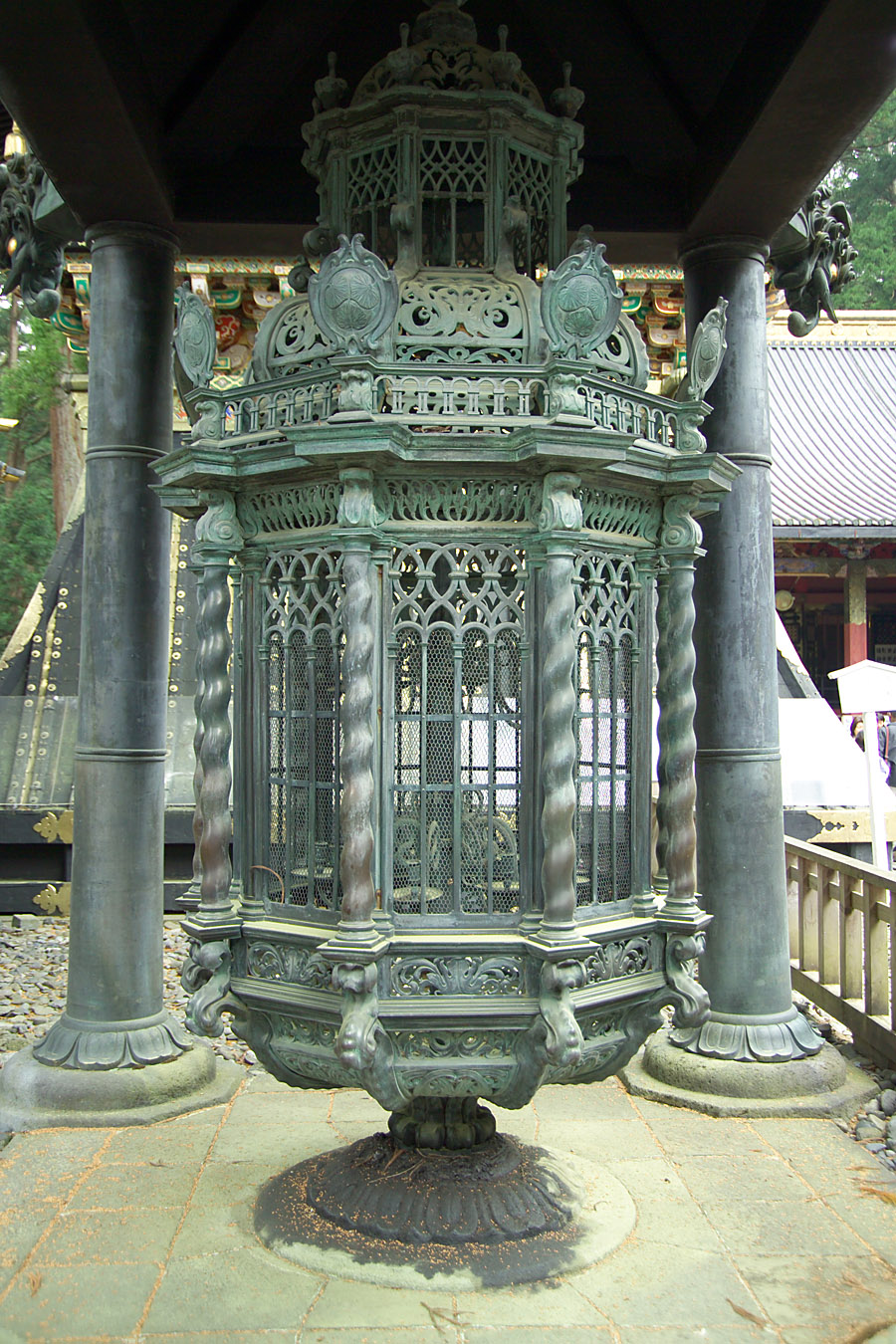
廻り燈籠
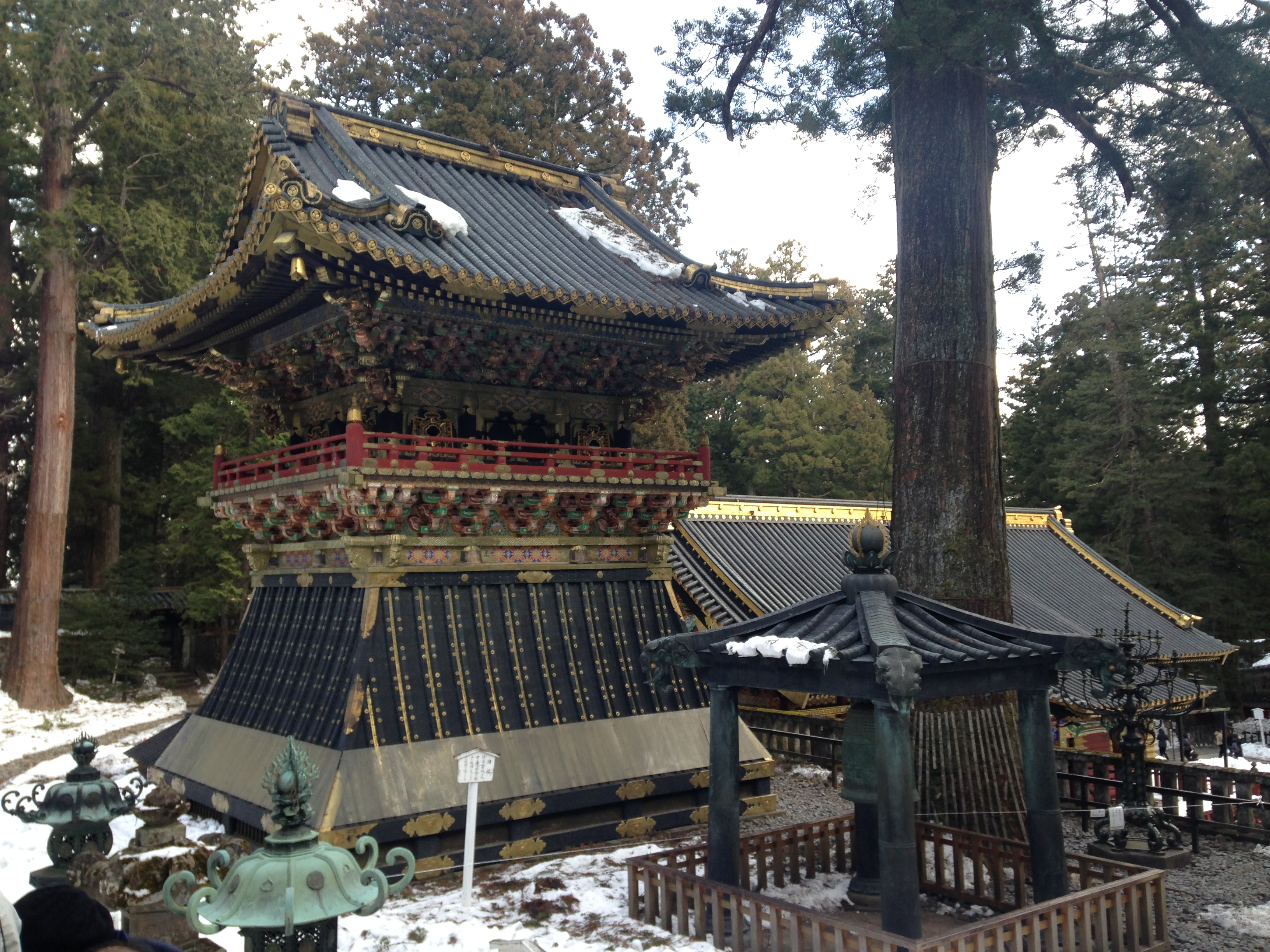
鐘楼
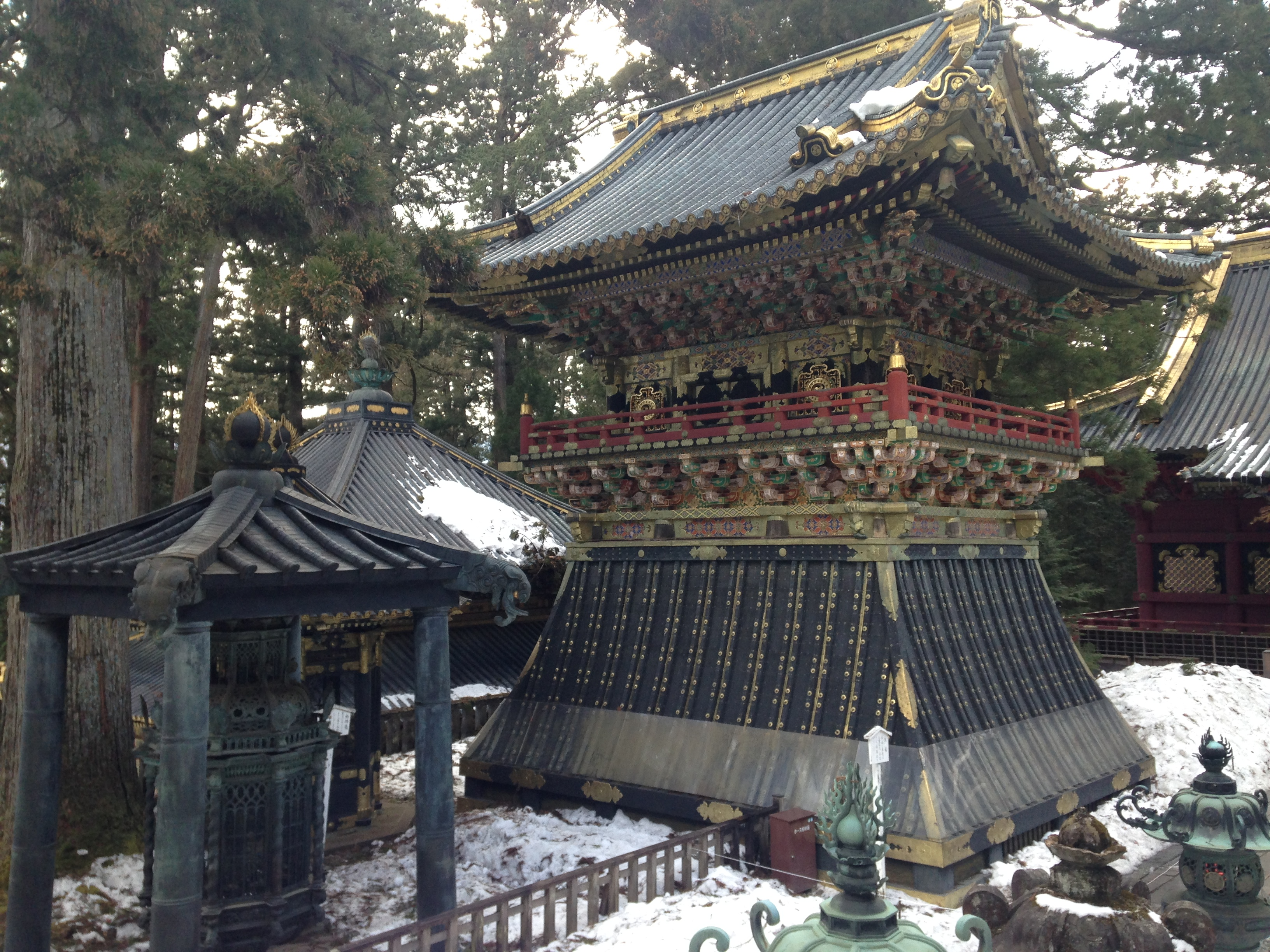
鼓楼
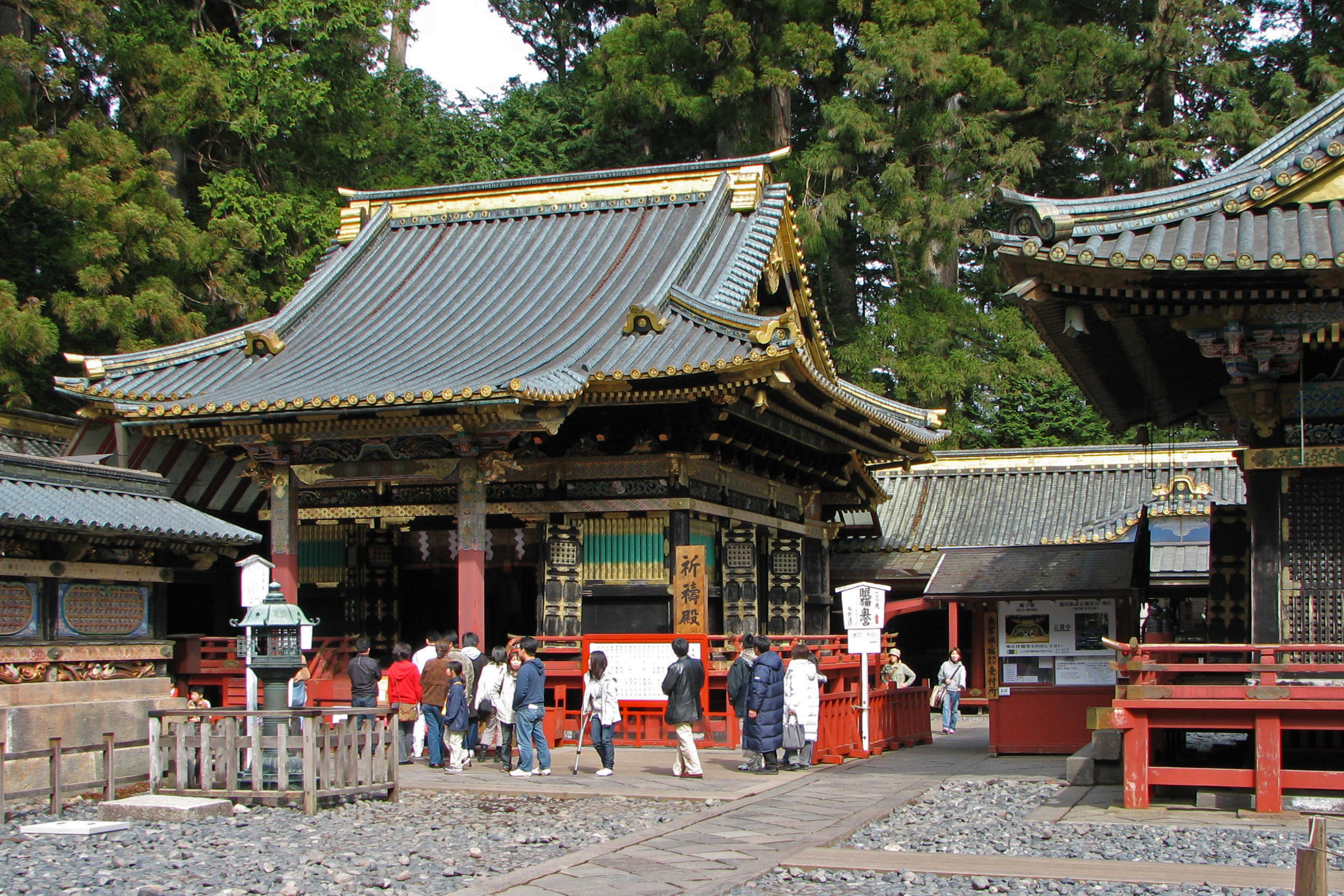
上社務所（祈祷殿）
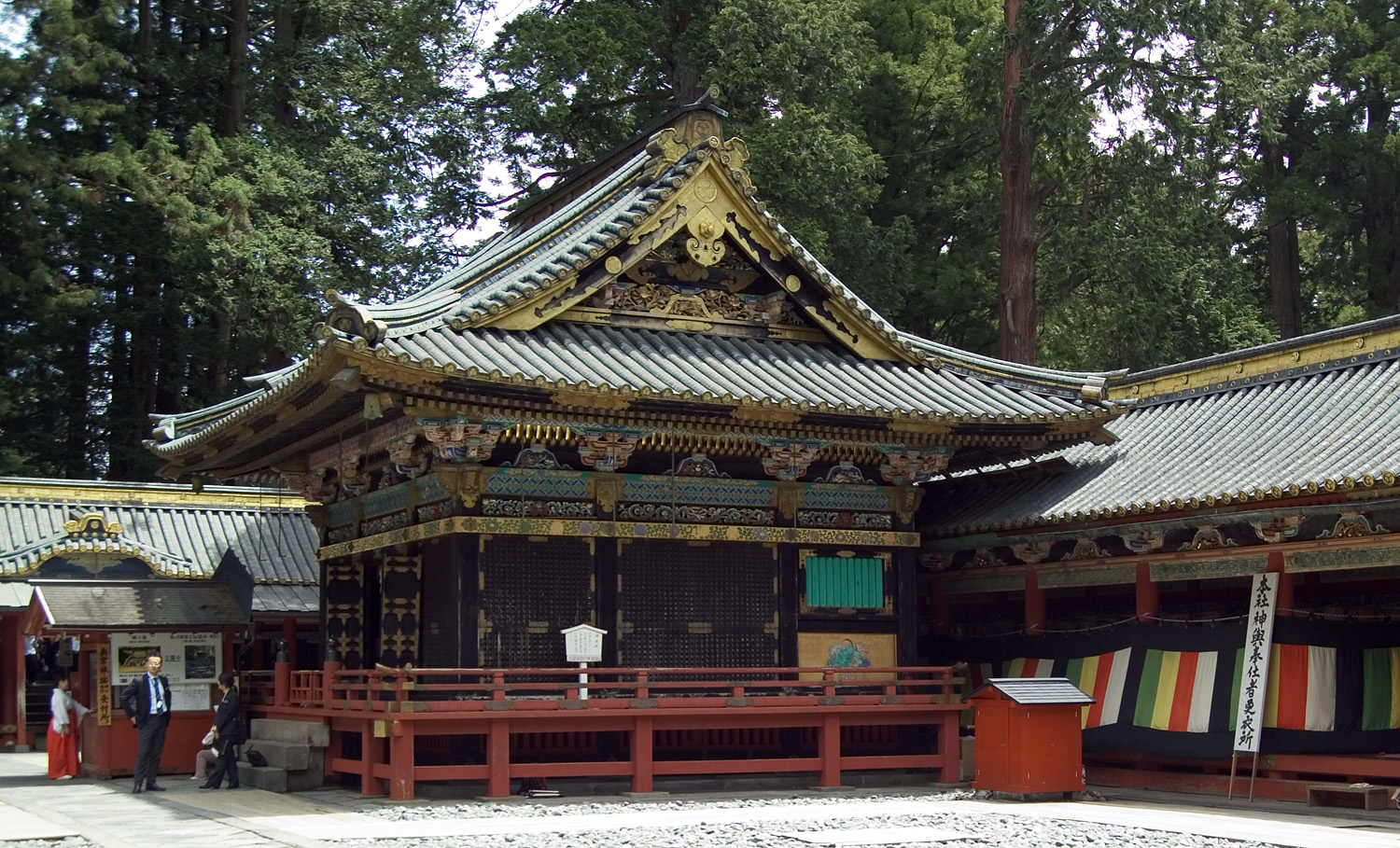
神楽殿
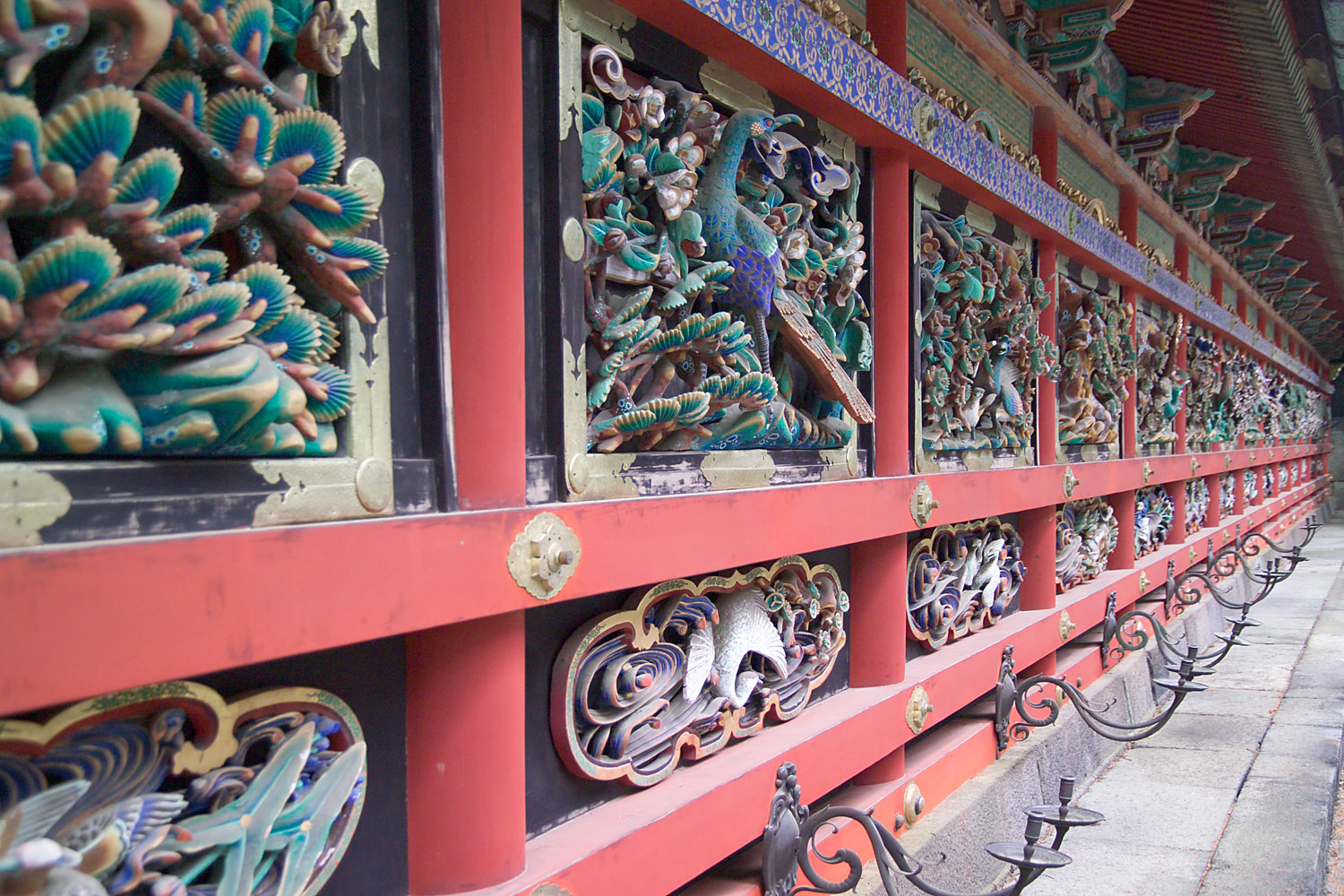
回廊
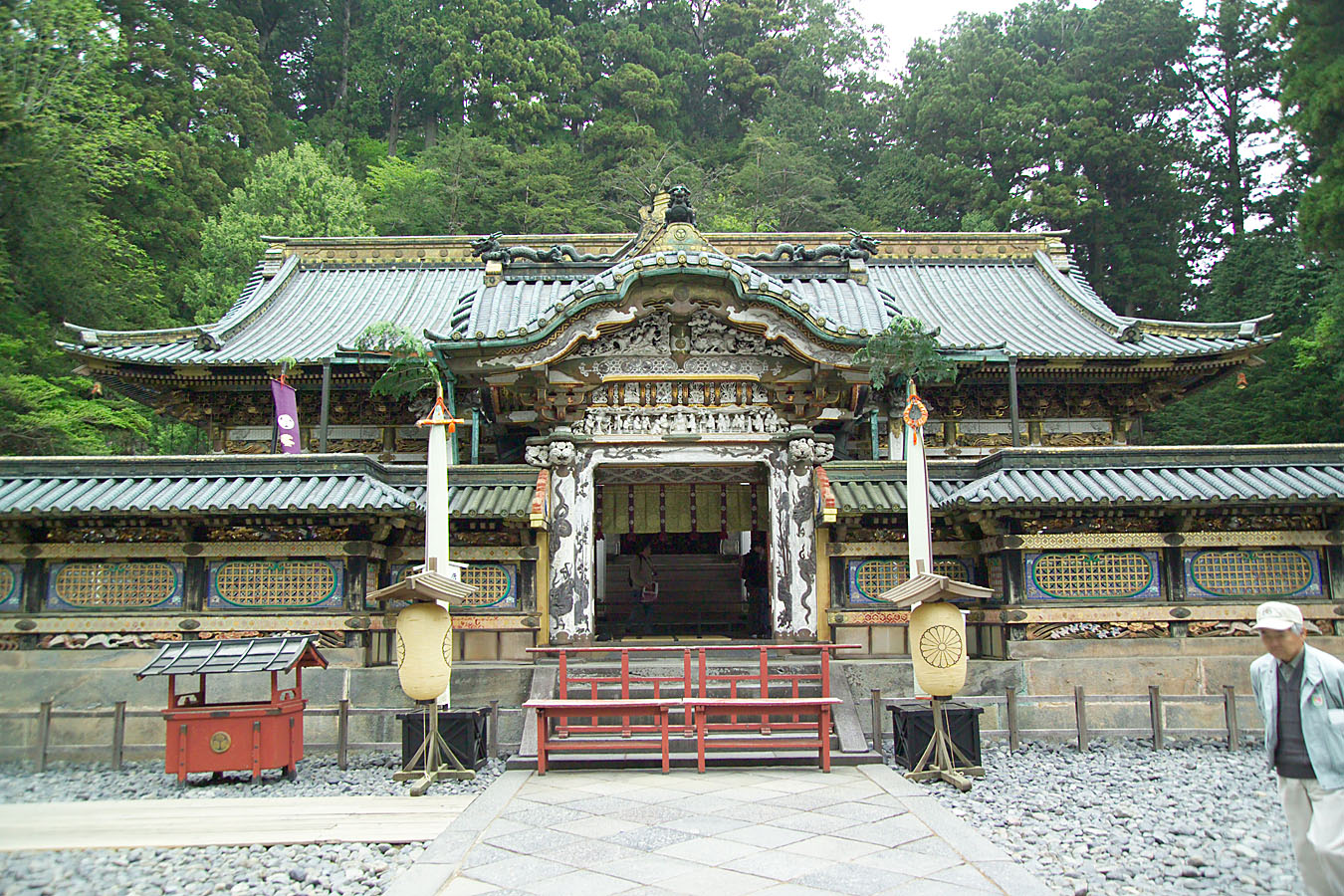
唐門、透塀、拝殿
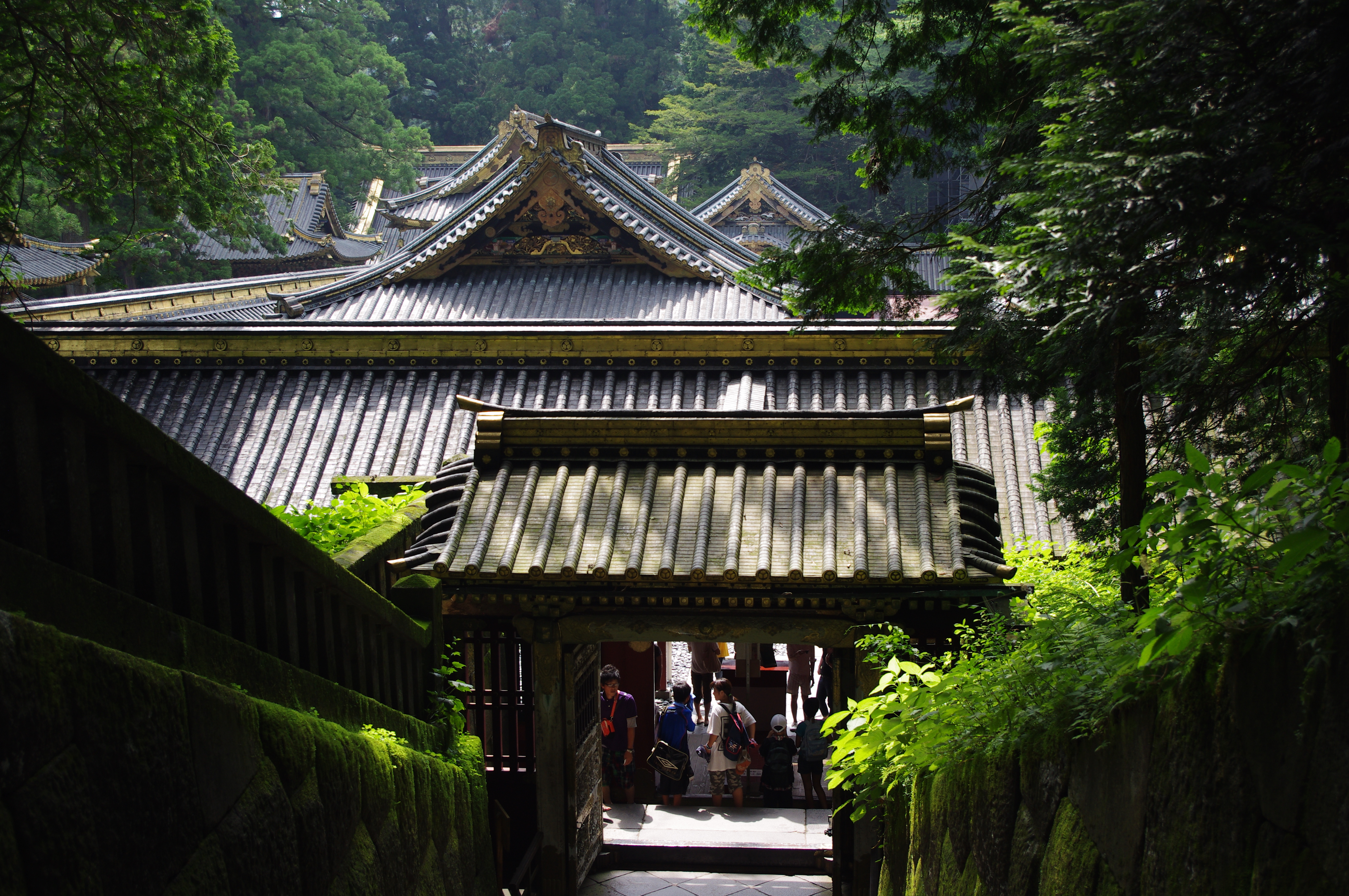
坂下門
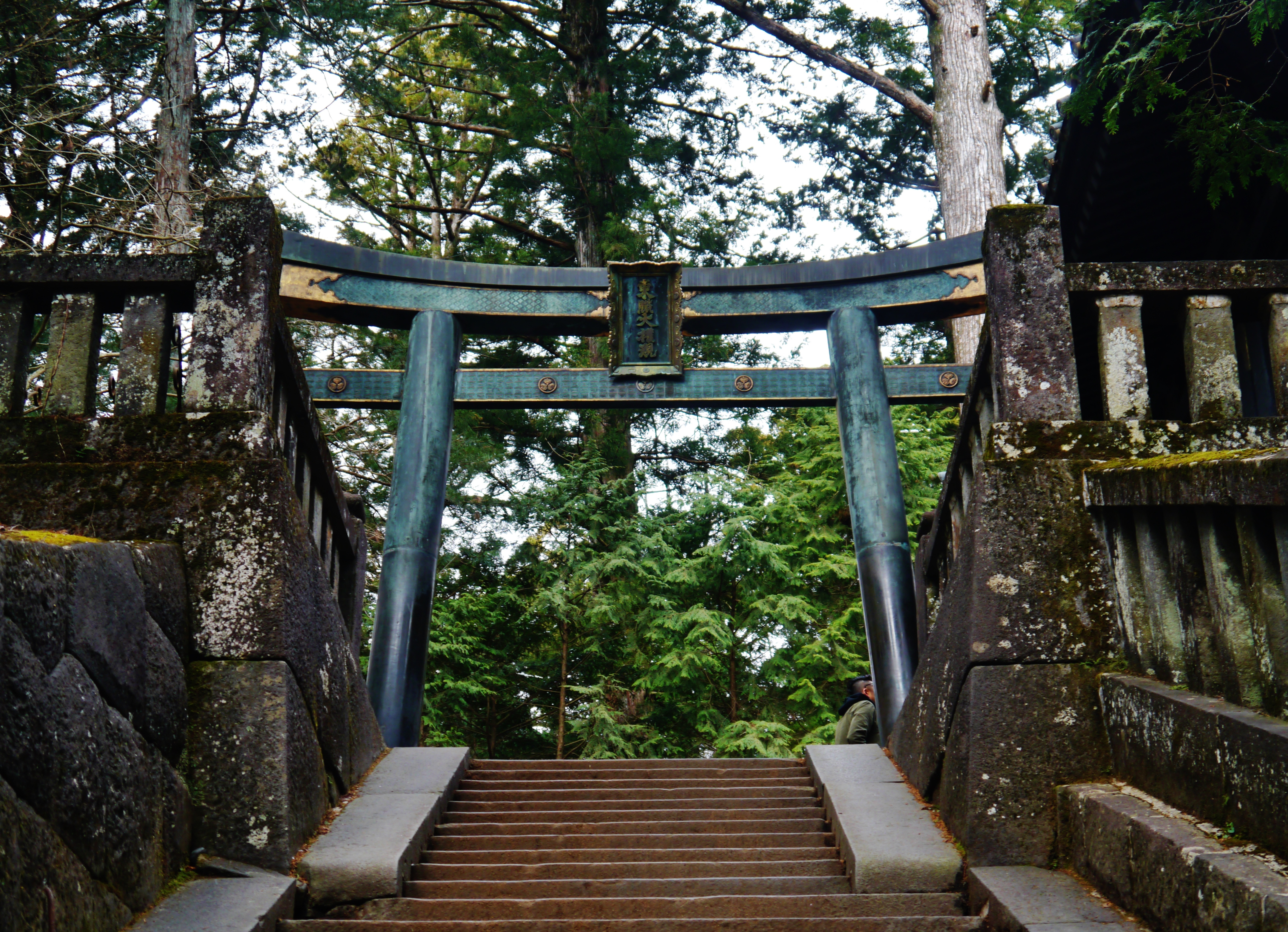
奥社鳥居
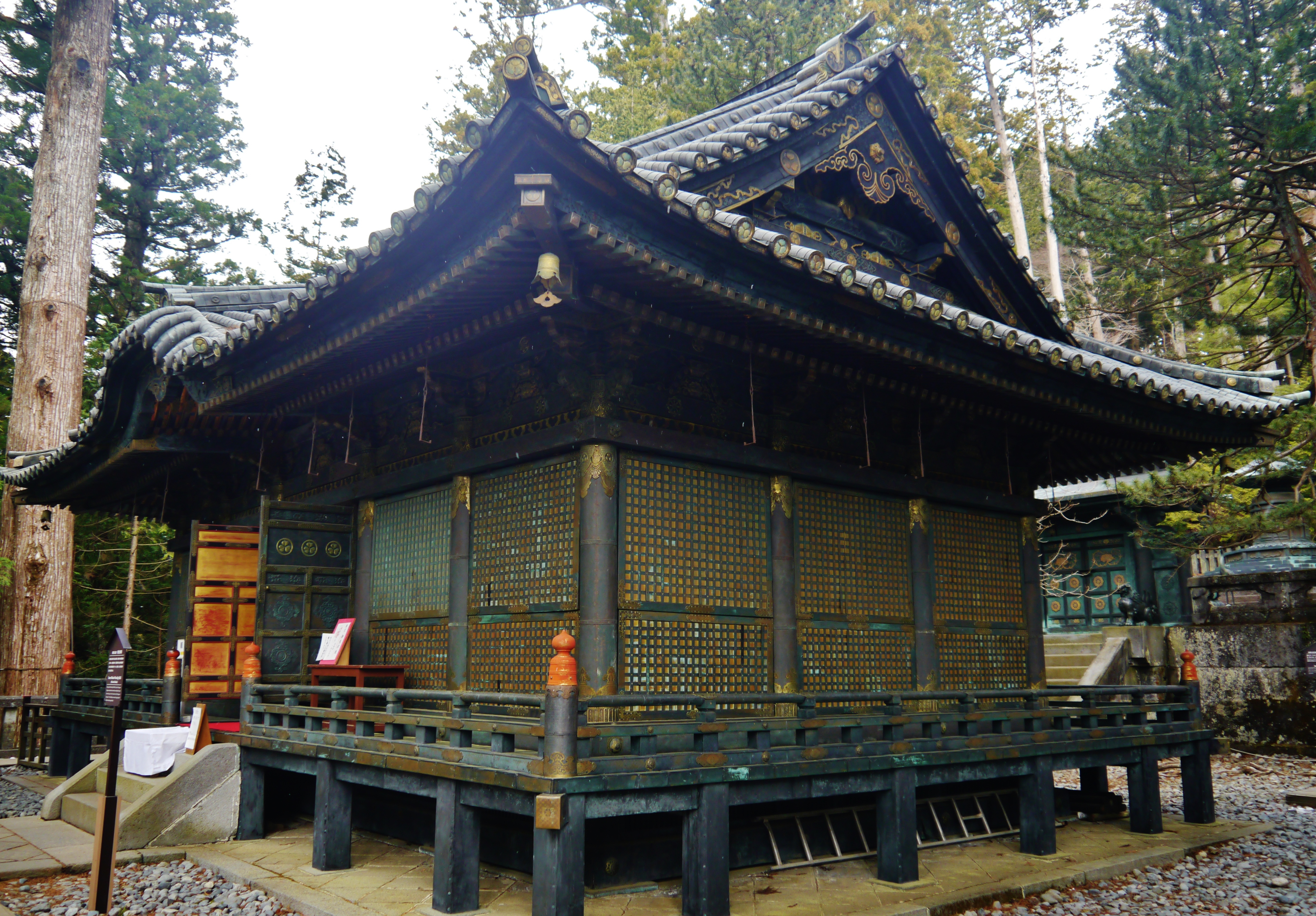
奥社拝殿
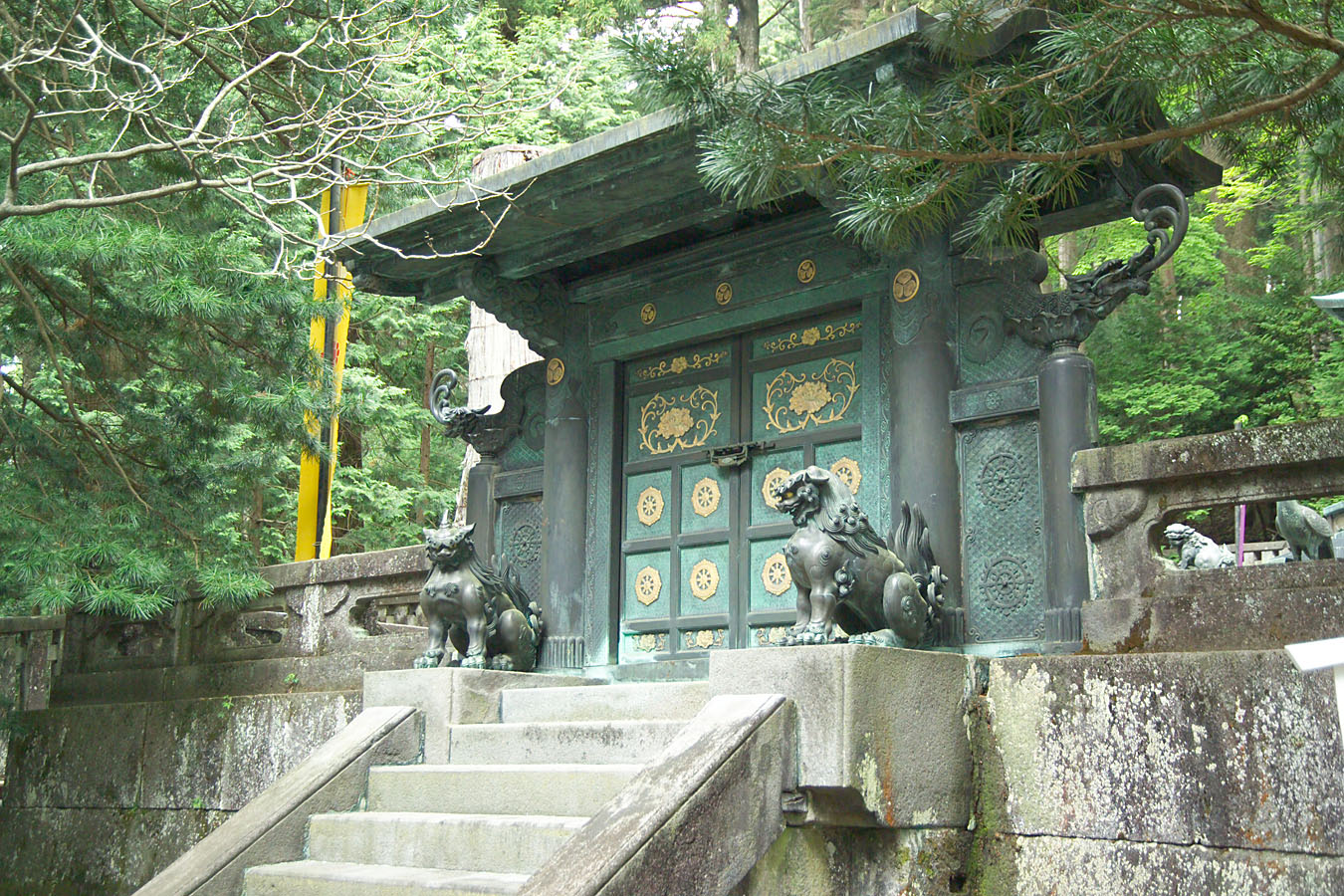
奥社唐門
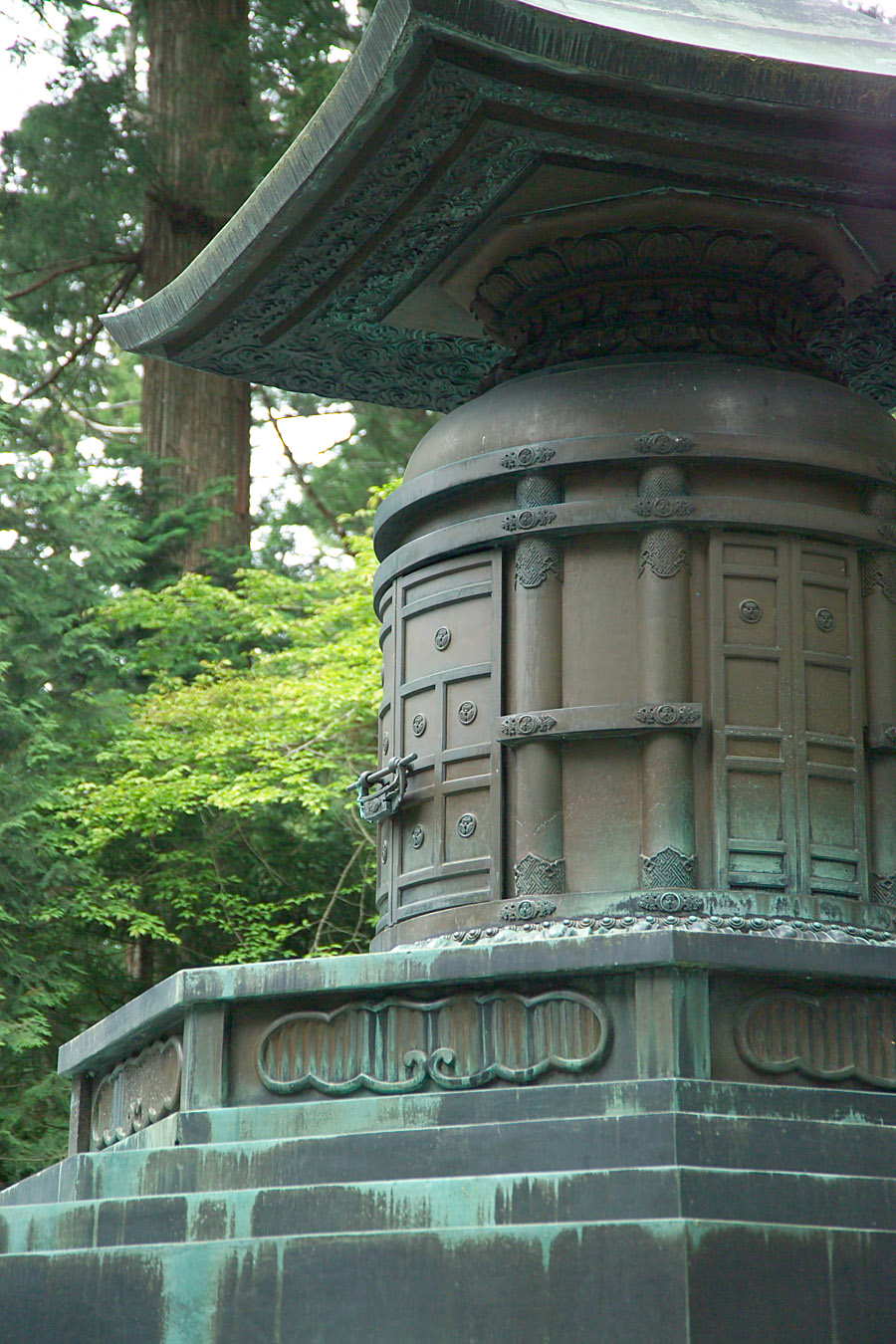
奥社宝塔
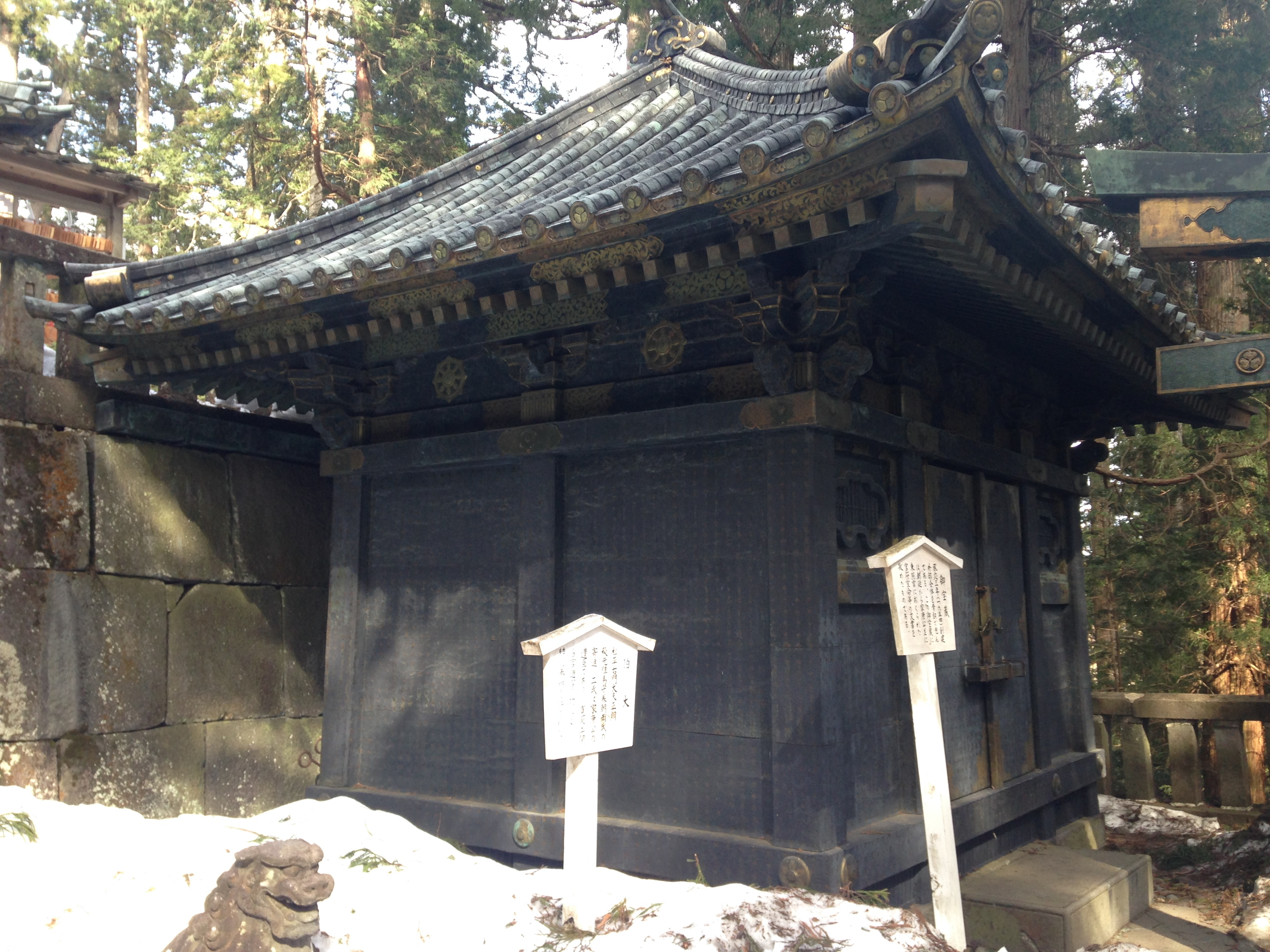
奥社銅神庫
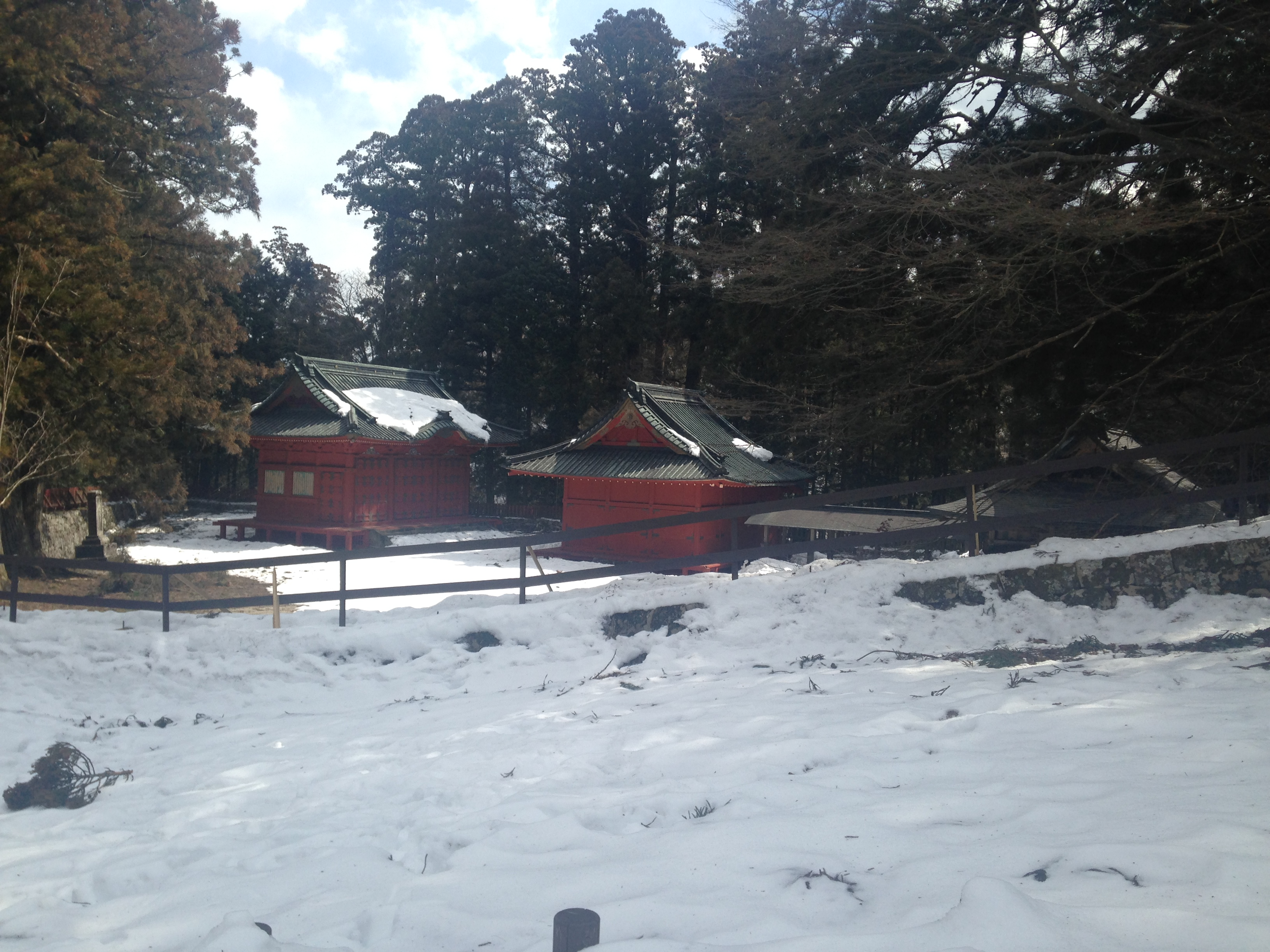
御旅所本殿(左)と拝殿

### 美術工芸品
国宝
- 太刀 銘助真（附：打刀拵）（日光助真）
- 太刀 銘国宗（附：糸巻太刀拵）

重要文化財
- 紙本著色東照宮縁起 画狩野探幽筆 5巻

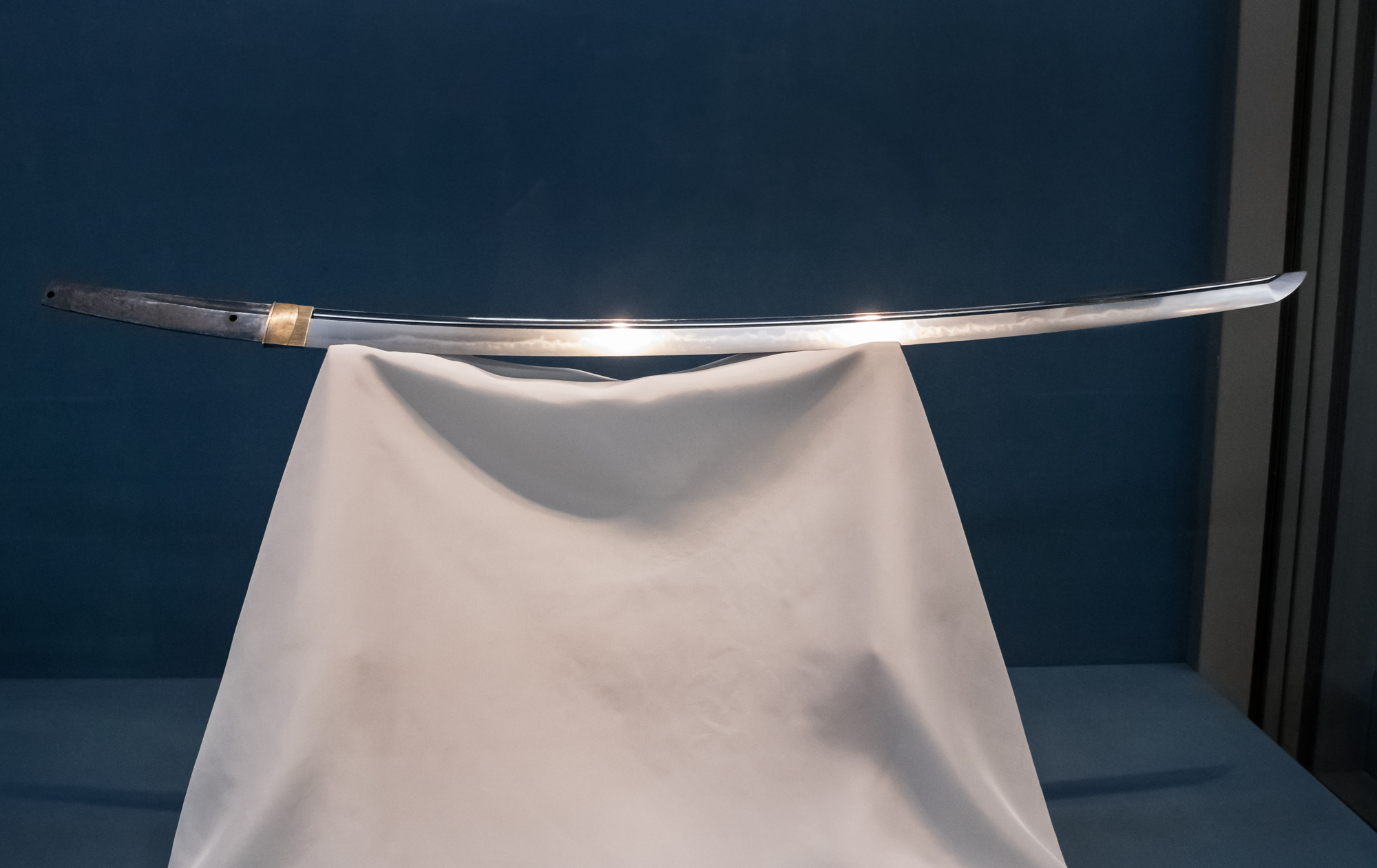
太刀 銘助真（日光助真） ※東京国立博物館にて展示。

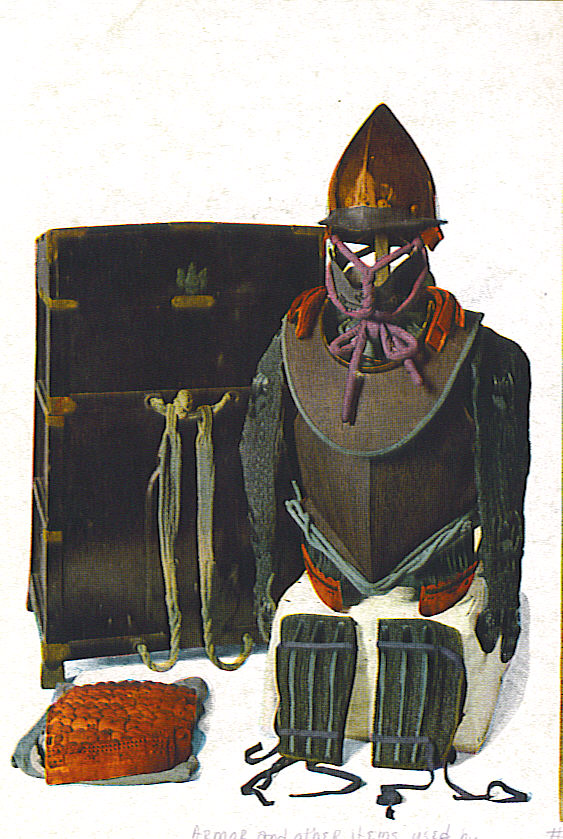
南蛮胴具足

- 剣 銘久国弘安三年三月日（附：金銅宝剣拵）
- 小文地葵紋付胴服
- 太刀 銘一（福岡一文字）（附：糸巻太刀拵）
- 太刀 銘吉房（附：糸巻太刀拵）
- 短刀 無銘 伝行光作（附：白鮫柄合口拵）
- 南蛮胴具足
- 脇指 銘備前国住長船勝光宗光備中於草壁作 文明十九年二月吉日（附：小サ刀拵）
- 寛永諸家系図伝（真名本） 186冊
- 蒔絵箱入紙本墨書東照社縁起 3巻 上巻後水尾天皇宸翰
- 渾天儀 寛文十年酒井忠直奉納（銅製）（附：寛文九年石原信由渾天儀倭字解写）

典拠：2000年（平成12年）までの指定物件については、『国宝・重要文化財大全 別巻』（所有者別総合目録・名称総索引・統計資料）（毎日新聞社、2000年）による。

### 世界遺産等
- 世界遺産：文化遺産「日光の社寺」
- 国の史跡「日光山内」

## 堂者引き
宮内の案内人は「堂者引き」と呼ばれる。明暦元年（1655年）には存在していたと言われ『日光山条令』に有料で宮内を案内するという記述がある。文化12年（1815年）に日光奉行として着任した初鹿野信政が各々で商売をしていた堂者引きをまとめて組織化した。信政は初鹿大明神として祀られている。現在では日光殿堂案内協同組合がその役割を担っている。

## 交通アクセス
- 鉄道
  -  東武日光線・東武日光駅、JR日光線・日光駅
    - 駅から東武バス日光の中禅寺温泉・湯元温泉方面、奥細尾行きおよび「世界遺産めぐり循環バス」を利用し、西参道下車。
    - 関東自動車の一般路線バス・JR宇都宮駅 - 東武駅前～日光駅前（JR・東武）～日光東照宮行きに乗車、終点で下車となる。
日光駅の各2停留所は、駅前に乗り入れず、駅そばの国道119号上のバス停からの利用となる。東武バス日光・関東自動車も「totra」や「Suica」など交通系ICカードが利用可能。

  - わたらせ渓谷鉄道通洞駅・足尾駅・間藤駅から日光市営バス足尾JR日光駅線「JR日光駅行き」に乗車、日光総合会館前下車。1日6往復運行されている。

- 定期観光バス
  - 鬼怒川温泉駅発・東武日光駅発（東武バス日光）
  - 東京駅発（はとバス・東武バスセントラル）

- 自動車でのアクセス
  - 日光宇都宮道路「日光インターチェンジ」より15分
  - 一般道路：国道119号 - 国道120号

観光シーズンには日光市中心部の混雑緩和を図るため、日光霧降スケートセンターや清滝インターチェンジ近隣に臨時駐車場を設置して、路線バスや臨時シャトルバスによるパークアンドライドが行われることがある[38]。
- 駐車場：有り

## 関連図書
- 安津素彦・梅田義彦編集兼監修者『神道辞典』（神社新報社、1968年）41頁
- 白井永二・土岐昌訓編集『神社辞典』（東京堂出版、1979年）263-264頁
- 菅田正昭『日本の神社を知る「事典」』（日本文芸社、1989年）40-44頁
- 上山春平他『日本「神社」総覧』（新人物往来社、1992年）72-73頁
- 『神道の本』（学研、1992年）213頁